# 日経スペシャル ガイアの夜明け
『日経スペシャル ガイアの夜明け 時代を生きろ!闘い続ける人たち』（にっけいスペシャル ガイアのよあけ じだいをいきろ たたかいつづけるひとたち）は、2002年（平成14年）4月14日からテレビ東京系列に放送されている経済ドキュメンタリー番組。通称は「ガイアの夜明け」「ガイア」。番組開始から2003年3月30日までは毎週日曜日の22:00 - 22:54、2003年4月1日から2021年3月までは毎週火曜日の22:00 - 22:54、2021年4月2日からは毎週金曜日の22:00 - 22:54（JST）に放送されている。

## 概要
「ガイア」とはギリシア神話に登場する大地の女神を意味し、のちにノーベル賞作家のウィリアム・ゴールディングが地球を指してガイアと呼んだことから「ガイア=地球」という解釈が定着している。この番組では日本と海外の経済動向やビジネス事情にスポットをあて、復活にかける人々を多様な観点からさぐり、「ガイアの夜明け」にむかって闘い続ける人々の姿を描く。また、大企業ばかりでなく中小企業や地方自治体、あるいは個人にスポットをあてているのも特徴である。冠メインスポンサーで番組制作にも協力している日本経済新聞の日曜版には「キーワードで読むガイアの夜明け」という連動企画もある。
日本経済新聞社が協力しメインスポンサーにもなっているため「日経スペシャル」とうたっている。日経スペシャルの番組の中でも地方局の系列外ネットが10局と多い。
2003年4月改編で火曜22時台に移動。
2021年4月改編により、テレビ東京と（独立局を含む）同時ネット局では、火曜22時台で放送してきたが、同時間帯に『ワールドビジネスサテライト』（『WBS』）月 - 木曜分の放送枠を23時台から22時台へ移動することに伴い、同年4月2日からは、放送枠を毎週金曜日22時台（22:00 - 22:54）に移動、枠移動は18年振り2度目となる。この改編では金曜日のみ『WBS』を引き続き23時台に放送するため、系列局で当番組の後に『WBS』を放送する編成自体は改編前から引き継がれる。逆に、BSテレ東での遅れ放送（原則、TXN系各局から見て11日遅れ）が入れ替わりで火曜日の22時からとなった（2024年10月度の改編で日曜日22時30分から23時24分に変更、時差も9日遅れとなった）。
また、インターネットテレビの有料配信による見逃し配信（テレ東biz、U-NEXT〈2023年9月以降。2023年6月まではU-NEXTに統合される前のParaviも配信されていた。）が行われている。

## 出演者
当番組では毎週、番組内容を要所要所で説明する「案内人」が存在する。

### 案内人
役所広司
初代案内人、俳優。
番組放送開始から2009年12月22日まで担当。番組開始時から毎回、番組冒頭で内容にそった寸劇を一人数役で演じる。さらに、エンディングでは役所みずから放送内容に関係する場所に出向き、番組を締めくくる。2008年4月ごろからは、番組冒頭部分でその回取り上げるテーマについての背景などを役所が説明するようになった。
江口洋介
2代目の案内人、俳優。
2010年1月5日から2019年12月24日まで担当。寸劇などは継続して採用されているが、スタジオ内での撮影は主に中盤がメインとなり、冒頭部分の撮影は該当内容に関する店舗で撮影したり商品などを直接スタジオ外で紹介（いわゆる前説）する手法にかわるなどの変化もみられる。また、店員や開発スタッフなどが寸劇や前説に出演する場合もある。彼は歴代最長の10年間務めた。
松下奈緒
3代目の案内人、女優、ピアニスト、歌手。
2020年1月7日から2025年3月28日まで担当。番組初の女性案内人。前任2名とは異なり寸劇はなく、純粋な番組MCとして江口同様にその日のテーマに沿った説明をスタジオ、またはテーマに関連した場所を取材して進行。2022年4月1日放送分からオープニングテーマ「光~ray of light~」、挿入歌「アカツキ」（どちらも松下のアルバム「FUN」に収録）も担当。
長谷川博己
4代目の案内人、俳優。
2025年4月4日から担当。番組内の寸劇が復活。

### ナレーター
蟹江敬三
初代ナレーター担当、俳優。
番組放送開始から2014年3月に死去するまで担当（タイトルコールに関しては2014年5月27日放送分まで蟹江の声を継続して使用していた）。
2011年1月25日放送分は遠藤憲一が担当。蟹江の闘病に伴い、2014年1月以降は、蟹江が一時復帰した2014年2月18日から3月18日の放送分以外は以下の俳優が代役を務めた。以下のナレーション日付は本放送のもの。
- 高橋克実（2014年1月7日・1月14日・1月21日）
- 寺脇康文（2014年1月28日）
- 古谷一行（2014年2月4日・3月25日）
- 長塚京三（2014年2月11日）

2014年3月30日の蟹江の死去に伴い、お悔やみ文が番組の公式ホームページに掲載され、番組公式Twitterへもツイートされた。
以下は、蟹江の死去後のナレーターである。
- 古谷一行（2014年4月1日）
- 高橋克実（2014年4月8日）
- 松重豊（2014年4月15日）
- 益岡徹（2014年4月22日）
- 西村雅彦（2014年4月29日]）
- 内藤剛志（2014年5月6日）
- 寺島進（2014年5月13日）
- 神保悟志（2014年5月27日）

杉本哲太
2代目ナレーター担当、俳優。
2014年6月3日から2019年12月24日まで担当。
就任前に2014年5月20日の放送で1度代理を務めた。
末武里佳子（テレビ東京アナウンサー）
サブナレーション、2019年4月から12月まで担当。
吹石一恵
サブナレーション、（2019年1月27日のみ）
眞島秀和
3代目のナレーター、俳優。
2020年1月7日から2025年3月28日まで担当。2021年7月30日～9月3日の放送分は、諸事情により一時降板をしたが、9月10日放送分から再開した。
山中崇
代理ナレーター、俳優。
（2020年8月11日、2020年8月18日、2021年7月30日〜2021年9月3日）
眞島のスケジュールの都合や2021年7月30日の放送分は諸事情により変更された。
田中哲司
4代目のナレーター、俳優。
2025年4月4日から担当。

## スタッフ
2021年4月以降
- 声の出演：青二プロダクション（かつては制作協力。主に番組内で再現ドラマを制作した際に、台詞部分を所属声優が吹き替える形で担当していた。）
- MC収録
  - 構成：山名宏和[38]
  - 演出：渡邊貴文[39]
  - カメラ：風間誠、鈴木功、藤間誠一
  - 音声（週替り）：遠藤孝明、斎木哲也、尾崎倫彬
  - 技術（週替り）：岡本薫、渡邊紘輔、菅良太、東海林知恵、鈴木美奈
  - 照明：高柴圭一
  - 美術：小谷恵（以前はデザイナー）
  - 演出補（週替り）：松藤裕也、高橋優弥
  - 制作担当：梅根香奈子
  - メイク（週替り）：山科美佳、土橋大輔
  - スタイリスト：大沼こずえ
- ドキュメンタリーパート取材
  - 構成（週替り）：岩井田洋光、鍵谷真二
  - カメラ（週替り）：菊島政之、伊藤僚太郎、近森雅雄、小林孝子、吉田典正、長沼俊文、酒井基由、伴戸弘樹、横山友昭、加藤実智雄、大石英男、寒河江透、長嶋利雄、湯浅幸司、神保卓也、佐藤力、小谷野貴樹、桜田仁、小野塚正道、亀崎清史、中島一洋、鈴木克彦、松永朋広、池田健、青島幹人、崎山拓、矢嶋裕二、神野祐也、大久保千津奈、水上智重子、石川健治、袖川尚之、青山朋孝、山内泰、縄田浩太郎、若林学、稲熊真司
  - 音声（週替り）：廣瀬智之、伊藤謙太、高橋りさ、鍛治慎一、瀬戸口将史、池田良和、篠原大佑、井上裕太、佐藤健太、山崎遥樹、奥田孝一
  - 取材（週替り）：テレビ東京ニューヨーク支局、ロンドン支局
  - リサーチ（週替り）：日経映像アメリカ、ライアン・マキューン、マリア・ボスコ、白井一枝
  - デスク：山田朋美
  - 番組宣伝：佐藤祐紀
  - 音楽協力：テレビ東京ミュージック
  - CG：イメージ・セッション（毎週）、森三平、ジバ総合美術工房（週替り）
  - オフライン編集（週替り）：志和海、鎌谷正一、金和彦、鵜飼邦彦、松木朗、中川美月、伊東正寿、那須俊介、新谷拓治、堀善介、川村周平、伊藤了太、岩崎伸夫、越猪智史、内田敦哉、織茂淳
  - 音楽効果：新井誠志
  - MA：武田明賢
  - AD（週替り）：石井千晴、武井歩実、井出州、澤入大樹、吉村和真、薗田克哉、松本宝佳、細谷奈緒、人見裕司、古川葵、島守央子、神野美歩子、森脇可実、高橋幹太、高橋萌香、竹内詩門、蓑野由季、谷脇惇志、許暁煒
  - EED：関戸博、小櫃利明
  - ディレクター（週替り）：川上智、髙橋伸征、久保伸一、井出亨、紅林拓哉、榎木雪子、羽田安秀、野口亮太郎、澤田賢一、齊藤茉莉、西谷奏、藤原淳、白川貴弘、渡邊朝也、村井勇太、中村航、森礎人、橋爪舞、西川裕之、花木現、斎藤真希、松尾雄輔、津田茉有、白幡拓弥、勝俣和仁、西村緑美、岩城千織、大久保好章、矢嶋菜都、岸本達也、益田公志郎、高橋竜也、刈賀雅孝、太田瑞奈、伊大知明宏、中山真太郎、山口智、権田智子、迫口桜子、田中安美、福田玲音、松並百合愛
  - プロデューサー（週替り）：井上雅晴、尾西央行、山本充、小川和暢、深堀鋭・宮寺大（日経映像）、平林京子（アングルライン）、神田聰・高橋貞彦・大嶋伸夫（トップシーン、以前はディレクター）、戸田有司（オルタスジャパン）、松井秀裕（メディア・メトル）、牧哲雄（ドキュメンタリージャパン）、大野健一（JOBX→SPARKLE）、野々上勝男（スポニチクリエイツ）、川田カヲル（デジタルSKIPステーション）、石川剛（ネクステップ）、今村みづき（コスモ・スペース）、久保尚之（エフエフ東放→SPARKLE）、中川政博（tcj）
  - チーフプロデューサー：鈴木嘉人（以前はプロデューサー）
  - 制作協力（週替り）：日経映像、アングルライン、トップシーン、オルタスジャパン、ドキュメンタリージャパン、メディア・メトル、ジン・ネット、ドキュメンタリー工房、スポニチクリエイツ、デジタルSKIPステーション、ネクステップ、コスモ・スペース、SPARKLE（旧エフエフ東放/JOBX）、tcj
  - 協力：日本経済新聞社
  - 製作著作：テレビ東京

### 過去のスタッフ
- MC収録
  - 構成：水谷和彦、佐藤公彦
  - 演出：桧山岳彦、和田圭介、中泉裕矢
  - 美術：三重野基
- ドキュメンタリー取材
  - 構成：山路勝也、岸善幸、杉原邦彦
- 番組宣伝：伊藤淳也、日高充、土方真、浅井玲伊子、河村彩子
- ディレクター：小林克人、中川義規、山本充、深川隆司、佐野達也、森義隆、石井大介、戒能章、大澤康二
- プロデューサー：斉藤直宏、森村佳子、小林史憲[40]、加増良弘、大久保直和[41]、鈴木亨知
- 統括プロデューサー：福田裕昭[42]
- チーフプロデューサー：清水昇、野口雄史[43]、久保井恵一、野田雄輔（野口～野田→以前はプロデューサー）
- ゼネラルプロデューサー：高原寛司
- 制作協力：東京ティラノサウルス

## 音楽
テーマソング
オープニング
『ガイアの夜明け -鼓動-』／作編曲： 岸利至（abingdon boys school）
- 番組初回から2019年12月24日放送分まで使用していたが、2024年4月5日放送分から再び使用されている[44]。歌詞はスーダン語で、岸曰く、「内容は秘密」としている。アルバム「ガイアの夜明け」、「フェニックス～「ガイアの夜明け」「カンブリア宮殿」「ルビコンの決断」サウンドトラック」、その続編「フェニックス2～「ガイアの夜明け」「カンブリア宮殿」「未来世紀ジパング」他サウンドトラック」ではフルバージョンで収録されている。またサブスク配信もされている。

『光〜ray of light〜』／作曲： 松下奈緒
- 2022年4月1日放送分から2024年3月29日放送分まで使用。アルバム「FUN」に収録されている。

エンディング
『家へ帰ろう』／歌： 吉田拓郎
- 初年度のみ使用。

『夜空の花』／作編曲：新井誠志
- 2003年4月1日放送分から2019年12月24日放送分まで使用。なお、2024年4月5日放送分から2025年3月28日放送分まで、松下がピアノ演奏する「夜空の花2024」として再び使用された[44]。

『夜明けのうた』／歌：宮本浩次（エレファントカシマシ）
- 2020年1月7日放送分から2022年5月26日放送分まで使用。宮本が本番組のために書き下ろした楽曲であり、2021年12月31日にはNHK「第72回NHK紅白歌合戦」で歌われた。

『ナカマ』／歌：小田和正
- 2022年6月3日放送分から2024年3月29日放送分まで使用。

『永久の記憶～everlasting～』／作曲：新井誠志
- 2025年4月4日放送分から使用[45]。

## 放送ラインナップ

### 2002年（平成14年）
| 2002年の放送ラインナップ | 2002年の放送ラインナップ | 2002年の放送ラインナップ                                                      | 2002年の放送ラインナップ                     |
| 回数                     | 放送日                   | サブタイトル                                                                  | 人物・企業・商品など                         |
| ------------------------ | ------------------------ | ----------------------------------------------------------------------------- | -------------------------------------------- |
| 1                        | 4月14日                  | 金融再編の現場!頭取の決断は？「3月危機」完全密着!                             | あさひ銀行、大和銀行                         |
| 2                        | 4月21日                  | 「人気選手流出」「長期不況」で揺れる日本球界の将来はどうなる!?                | プロ野球・福岡ダイエーホークス               |
| 3                        | 4月28日                  | 中国シリーズ第1弾 日本の"食"がやって来た!                                     | 中国、江崎グリコ、キッコーマン               |
| 4                        | 5月5日                   | 外資は破たん企業を救うか〜ハゲタカ？救世主？その正体は...〜                   | シーガイア、日本長期信用銀行、日本コロムビア |
| 5                        | 5月12日                  | 中国シリーズ第2弾 感動密着!中国的“金の卵”農村少女が世界の工場の担い手となる日 | 中国、松下電器産業、春節                     |
| 6                        | 5月19日                  | 公立病院は生き残れるか!?院長たちの闘い                                        | 公立病院                                     |
| 7                        | 5月26日                  | 特許〜開発と企業人 ビッグビジネスは誰のもの!?企業内開発者の反乱               | 特許、知的所有権                             |
| 8                        | 6月2日                   | 1兆円市場 まぐろビジネスを追う                                                | 遠洋漁業、マグロ                             |
| 9                        | 6月9日                   | 地域経済を救え!信金マンの闘い                                                 | 中小企業、信用金庫                           |
| 10                       | 6月16日                  | マイナスからの再出発                                                          | 雪印乳業                                     |
| 11                       | 6月23日                  | 神話崩壊!家はどうなる                                                         | 中古住宅、集合住宅                           |
| 12                       | 6月30日                  | がんばれ!アフガンのお母さん〜復興支援の真実と密輸ビジネスの謎                 | アフガン難民                                 |
| 13                       | 7月7日                   | iモード台湾進出にかける男たち                                                 | NTTドコモ                                    |
| 14                       | 7月14日                  | 夢と仕事と現実と 〜新しい自分と向き合う男たち〜                               |                                              |
| 15                       | 7月21日                  | "職"は中国にあり 〜第二の生きがい探し〜                                       |                                              |
| 16                       | 7月28日                  | 名湯が泣いている 〜温泉は日本を癒せるか!?〜                                   | 温泉                                         |
| 17                       | 8月4日                   | 美味しい野菜は俺たちが作る                                                    | 野菜                                         |
| 18                       | 8月11日                  | トーキョーが危ない 〜動きだした都市再生〜                                     | 東京                                         |
| 19                       | 8月18日                  | 日本で起業する中国人 〜日中共生の途を探る〜                                   | 中国                                         |
| 20                       | 8月25日                  | ザ・スーパーブランド 〜標的は不況ニッポン〜                                   | シャネル                                     |
| 21                       | 9月1日                   | 破たんゼネコンはかわれるか?                                                   | ゼネコン                                     |
| 22                       | 9月8日                   | 変われるか!?長野〜問われる公共工事〜                                          | 建設業                                       |
| 23                       | 9月15日                  | 島が沈む! 〜海に命をかける男たち〜                                            | キリバス                                     |
| 24                       | 9月22日                  | 脱テーマパーク宣言 〜癒しか 最強絶叫マシンか〜                                | 遊園地                                       |
| 25                       | 9月29日                  | 破たんスーパー改造大作戦                                                      | スーパーマーケット                           |
| 26                       | 10月6日                  | 日中国交正常化30周年特別企画 〝 大地を駆ける 〟〜 王者トヨタ 中国に挑む〜     | トヨタ                                       |
| 27                       | 10月20日                 | 検証・アメリカ市場 〜揺らぐ経済大国はいま〜                                   | アメリカ                                     |
| 28                       | 10月27日                 | インドIT戦士がやって来る!                                                     | IT                                           |
| 29                       | 11月3日                  | さらば正社員                                                                  |                                              |
| 30                       | 11月10日                 | 新世紀アニメビジネス                                                          | アニメ                                       |
| 31                       | 11月17日                 | 天空都市が新宿に？                                                            |                                              |
| 32                       | 11月24日                 | 一つの嘘で会社が消える 〜問われる企業倫理〜                                   |                                              |
| 33                       | 12月1日                  | 隣国からのビジネス戦士 〜日本と韓国の現場〜                                   |                                              |
| 34                       | 12月8日                  | ガンは治る! 〜日米ハイテク治療最前線〜                                        | 医療技術                                     |
| 35                       | 12月15日                 | 甦れ!ニッポン町工場 〜オレたちの技術は世界一〜                                | 町工場                                       |
| 36                       | 12月22日                 | 大ヒット映画を輸入せよ!                                                       | 映画業界                                     |
| 37                       | 12月29日                 | 金融危機を脱出せよ! 〜検証・小泉＆竹中改革〜                                  | 金融                                         |

### 2003年（平成15年）
| 2003年の放送ラインナップ | 2003年の放送ラインナップ | 2003年の放送ラインナップ                                                         | 2003年の放送ラインナップ |
| 回数                     | 放送日                   | サブタイトル                                                                     | 人物・企業・商品など     |
| ------------------------ | ------------------------ | -------------------------------------------------------------------------------- | ------------------------ |
| 38                       | 1月5日                   | ペット王国に勝機あり                                                             | ペット業界               |
| 39                       | 1月19日                  | ふるさとは大丈夫か! 〜合併？ 生き残るために〜                                    | 市町村合併               |
| 40                       | 1月26日                  | 昇龍ベトナムに進路をとれ!                                                        | ベトナム                 |
| 41                       | 2月2日                   | ベンチャーを発掘せよ                                                             | ベンチャー企業           |
| 42                       | 2月9日                   | シニアビジネスに革命を!                                                          | シニア世代               |
| 43                       | 2月16日                  | 脱石油!エネルギー大革命 〜燃料電池が世界を変える〜                               | 燃料電池                 |
| 44                       | 2月23日                  | 現場力を高めよ 〜松下電器・人づくりの挑戦〜                                      | 松下電器                 |
| 45                       | 3月2日                   | 中国シリーズ第6弾 熱烈歓迎! 中国人ご一行様                                       | 中国人                   |
| 46                       | 3月9日                   | 生まれ変われ! 電脳都市アキバ 〜混沌と胎動の街・秋葉原〜                          | 秋葉原                   |
| 47                       | 3月16日                  | 団塊主婦を狙え!                                                                  | 団塊世代                 |
| 48                       | 3月23日                  | 完売御礼!テレビ通販の魔力                                                        | ジャパネットたかた       |
| 49                       | 3月30日                  | ナノテクに賭ける男たち 〜新 "黒いダイヤ" は日本を救うか〜                        | 合成ダイヤモンド         |
| 50                       | 4月1日                   | 3週連続企画 戦争・世界・ニッポン I最前線ルポ ザ・石油                            | 石油                     |
| 51                       | 4月8日                   | シリーズ 戦争・世界・ニッポン II ドル攻防 密着24時                               | ドル                     |
| 52                       | 4月15日                  | シリーズ 戦争・世界・ニッポン III 苦闘する海外旅行                               | 海外旅行                 |
| 53                       | 4月22日                  | さらば お役所! 〜郵政30万人の改革〜                                              | 民営化                   |
| 54                       | 4月29日                  | 中国シリーズ 第7弾揺れる中国人材戦争 〜繁栄が生んだエリートと失業者〜            | 中国                     |
| 55                       | 5月6日                   | 羽ばたけ!空のベンチャー                                                          | スカイマーク             |
| 56                       | 5月13日                  | 人生最期の選択                                                                   | 死生観                   |
| 57                       | 5月20日                  | 空室あり TOKYO                                                                   | 東京                     |
| 58                       | 5月27日                  | 街は巨大な広告だ                                                                 | 渋谷                     |
| 59                       | 6月3日                   | 潜入!北朝鮮 〜経済崩壊？“闇の隣国”〜                                             | 北朝鮮                   |
| 60                       | 6月10日                  | リフォーム急成長の仕掛人 〜中古市場は宝の山〜                                    | リフォーム市場、中古     |
| 61                       | 6月17日                  | 風と共に生きる 〜風力発電にかける男たち〜                                        | 風力発電                 |
| 62                       | 6月24日                  | 改革せよ!コンビニ新時代 〜ローソン若社長の挑戦〜                                 | ローソン                 |
| 63                       | 7月1日                   | ものづくり神話よ再び 〜ソニーの新たなる挑戦〜                                    | ソニー                   |
| 64                       | 7月8日                   | 戦国グルメ夏の陣 〜新興外食チェーンの野望〜                                      | 外食産業                 |
| 65                       | 7月15日                  | 築46年 マンション建替え物語                                                      | 老朽化                   |
| 66                       | 7月22日                  | 技術立国ニッポンの決断 〜日の丸メモリー 最後の反撃〜                             | エルピーダメモリ         |
| 67                       | 7月29日                  | 東京ホテル戦争に勝ち残れ!                                                        | ホテル                   |
| 68                       | 8月5日                   | 勝ち抜け!世界サカナ戦争 〜水産王国ニッポン 復活の道は？〜                        | 水産業                   |
| 69                       | 8月12日                  | 定年退職後の人生                                                                 | 第二の人生               |
| 70                       | 8月19日                  | 水を売れ!名水大国ニッポン 〜急成長ビジネスの舞台裏〜                             | 天然水                   |
| 71                       | 8月26日                  | 学力崩壊を防げ! 〜教育改革の現場から〜 ＜シリーズ・日本の知を問う 第1弾＞        | 学校、教育               |
| 72                       | 9月2日                   | ゴルフ戦国時代 バブル清算の物語                                                  | ゴルフ場                 |
| 73                       | 9月9日                   | 巨大店の野望 〜ホームセンターが流通を変える〜                                    | ホームセンター           |
| 74                       | 9月16日                  | 13億人に届けろ 〜中国に挑むニッポン式宅配〜                                      | 宅配便                   |
| 75                       | 9月23日                  | 商社マン一年生物語 〜伊藤忠商事・新入社員の成長記録〜                            | 伊藤忠商事               |
| 76                       | 10月7日                  | 未来へはばたけ!ニッポンの技術                                                    | 製造業                   |
| 77                       | 10月14日                 | 第二の開国!移民国家ニッポンへの道                                                | 移民                     |
| 78                       | 10月21日                 | 決戦!小泉VS菅 〜マニフェストをめぐる攻防〜                                       | 自民党、民主党           |
| 79                       | 10月28日                 | やってみなはれ! 〜技術で乗り込め未知の市場〜                                     | サントリー               |
| 80                       | 11月4日                  | 談合からの脱却! 〜公共事業 信頼を取り戻せ〜                                      | 公共事業                 |
| 81                       | 11月11日                 | 素顔の裏に熱い闘い 〜日本狙う外資コスメ〜                                        | コスメ                   |
| 82                       | 11月18日                 | まずいコメはもういらない! 〜変わり始めたニッポンの農家〜                         | 米、農業                 |
| 83                       | 11月25日                 | もう中古とは呼ばせない                                                           | 中古業界                 |
| 84                       | 12月2日                  | 革命児の新たなる挑戦状 〜音楽ビジネスの常識を破れ〜                              | 音楽業界                 |
| 85                       | 12月9日                  | りそな攻防200日 〜実質国有化で再生できるか〜                                     | りそな                   |
| 86                       | 12月16日                 | ＜シリーズ日本の知を問う 2＞ 大学は宝の山だ！！ 〜産学連携が未来のヒットを創る〜 | 大学、産業大学           |
| 87                       | 12月23日                 | ダイヤモンドの支配者たち 〜王者デビアス日本上陸〜                                | デビアス                 |
| 88                       | 12月29日                 | 誰がための年金か 〜年金が会社をつぶす〜                                          | 年金                     |

### 2004年（平成16年）
| 2004年の放送ラインナップ | 2004年の放送ラインナップ | 2004年の放送ラインナップ                                                    | 2004年の放送ラインナップ    |
| 回数                     | 放送日                   | サブタイトル                                                                | 人物・企業・商品など        |
| ------------------------ | ------------------------ | --------------------------------------------------------------------------- | --------------------------- |
| 89                       | 1月6日                   | 野菜ビジネス新時代                                                          | 野菜                        |
| 90                       | 1月13日                  | けもの道に行列を! 〜大都会の開拓者たち〜                                    | ナムコ、ケイオス            |
| 91                       | 1月20日                  | ＜シリーズ日本の知を問う 3＞世界教育ウォーズ 〜ニッポンの子供は大丈夫か!?〜 | ゆとり教育                  |
| 92                       | 1月27日                  | 敗者復活 〜ベンチャー社長の再挑戦〜                                         | アキア(パソコンベンチャー)  |
| 93                       | 2月3日                   | クルマ新世紀 〜未知の領域に挑戦する男たち〜                                 | スバル、マツダ              |
| 94                       | 2月10日                  | 老人ホームを選ぶ時・・・                                                    | 老人ホーム                  |
| 95                       | 2月17日                  | 30代・・・女たちの事情 〜2004年 結婚のゆくえ〜                              | 少子化、晩婚化              |
| 96                       | 2月24日                  | 燃えよサハリン 〜始動する石油巨大プロジェクト〜                             | 樺太                        |
| 97                       | 3月2日                   | 我らのベンチャー学校 〜夢と技術で羽ばたけ! モノ作り〜                       | 大田区創業支援施設          |
| 98                       | 3月9日                   | シニア大航海時代 〜生きがい作りに活路あり〜                                 | 高齢化社会                  |
| 99                       | 3月16日                  | ＜シリーズ・医の底流 第一弾＞ 〜がんに挑む〜                                | 医療技術                    |
| 100                      | 3月23日                  | ニッポンの知を問う 4 塾パワーが子供を変える                                 | ゆとり教育、塾              |
| 101                      | 3月30日                  | 老舗再興 〜カリスマバイヤーが社長に挑む〜                                   | 福助                        |
| 102                      | 4月6日                   | タクシー戦国時代 〜都を狙え!若き武将たち〜                                  | タクシー業界                |
| 103                      | 4月13日                  | もう給料は上がらない？ 〜2004年春闘 完全ドキュメント〜                      | 春闘                        |
| 104                      | 4月20日                  | ふるさとバンカー 世界を狙う 〜2004独自色の地方銀行たち〜                    | 地方銀行                    |
| 105                      | 4月27日                  | 社長への階段 〜次世代リーダーの育て方〜                                     | 人事制度                    |
| 106                      | 5月4日                   | ゴーストタウンに人を呼べ 〜駅前ビル再生に揺れた200日〜                      | そごう                      |
| 107                      | 5月11日                  | 過去の栄光を捨てろ! 〜企業再生のサムライたち〜                              | カネボウ                    |
| 108                      | 5月18日                  | 商いを磨く!変貌するユニクロ 〜店長630人の自立を目指して〜                   | ユニクロ                    |
| 109                      | 5月25日                  | (人生の選択シリーズ)『ドキュメント 遺言』 〜1000兆円の大相続時代〜          | 遺言、遺産相続              |
| 110                      | 6月1日                   | 起業するDNA 〜名門エリートたちの野望〜                                      | 起業家                      |
| 111                      | 6月8日                   | 徹底検証 〜“介護保険”のでたらめ〜                                           | 保険                        |
| 112                      | 6月15日                  | ＜シリーズ医の底流2＞ 〜街に名医がやって来た!〜                             | 医療                        |
| 113                      | 6月22日                  | 茶葉に賭けた男たち 〜お茶戦争の舞台裏〜                                     | 飲料メーカー                |
| 114                      | 6月29日                  | あなたが盗まれる 〜個人情報流出を防げ〜                                     | 個人情報保護法              |
| 115                      | 7月6日                   | 安い電気選べます 〜知られざる電力自由化の舞台裏〜                           | 電力自由化                  |
| 116                      | 7月13日                  | "韓流"奔る 〜韓国映画ビジネスの奇跡〜                                       | 韓流                        |
| 117                      | 7月20日                  | シリーズ医の底流 第3弾 「がんを早期発見せよ」 〜最新のがん検査"PET"の全貌〜 | 医療技術                    |
| 118                      | 7月27日                  | 規制のカベを突き破れ 〜検証! 構造改革特区〜                                 | 構造改革特区                |
| 119                      | 8月3日                   | 「南米大豆ロードをゆく」                                                    | 大豆                        |
| 120                      | 8月10日                  | さらば親会社 〜工場独立への挑戦〜                                           | 工場                        |
| 121                      | 8月17日                  | 巨大銀行 統合劇の真相 〜完全再現 その時、頭取は決断した〜                   | メガバンク                  |
| 122                      | 8月24日                  | 金儲けで福祉を変えろ!                                                       | 障碍者、就労支援            |
| 123                      | 8月29日                  | デイトレーダー HANABI登場                                                   | 株之助                      |
| 124                      | 8月31日                  | カリスマ投資家の決断 〜日本株攻防 夏の陣〜                                  | 投資家                      |
| 125                      | 9月7日                   | アテネに賭けろ 〜メダルを支えたビジネス戦士たち〜                           | アテネオリンピック (2004年) |
| 126                      | 9月14日                  | ドキュメント・球界再編 〜プロ野球100日攻防の全記録〜                        | プロ野球                    |
| 127                      | 9月21日                  | 熱血! 営業マン伝説売る〝極意〟教えます                                      | セールスマン                |
| 128                      | 9月28日                  | ロボットはパートナー 〜実用型ロボット開発に挑む〜                           | ロボット開発                |
| 129                      | 10月5日                  | 職人誕生 〜技術立国を支えろ!18歳の旅立ち〜                                  | 日産                        |
| 130                      | 10月12日                 | ゴミは金なり世界が奪い合う日本の廃棄物                                      | 産廃処理法                  |
| 131                      | 10月19日                 | デパート攻防 三越VS伊勢丹 〜個性化戦略で百貨店の復権なるか〜                | 三越・伊勢丹                |
| 132                      | 10月26日                 | 「宝の山を掘り当てろ!」 〜レアメタル争奪の4000キロ〜                        | レアメタル                  |
| 133                      | 11月2日                  | 狙われた高齢者たち 〜続・介護保険のでたらめ〜                               | 介護保険                    |
| 134                      | 11月9日                  | 復活する土地神話                                                            | 地価                        |
| 135                      | 11月16日                 | ダイエー迷走劇の真相                                                        | ダイエー、中内㓛、高木邦夫  |
| 136                      | 11月23日                 | うまい焼酎あります 〜渾身の一滴でブームを超えろ〜                           | 焼酎                        |
| 137                      | 11月30日                 | しがらみを断ち切れ赤字第3セクター再建への道                                 | 埼玉高速鉄道                |
| 138                      | 12月7日                  | よみがえれ!命の鼓動 〜最先端・再生医療の可能性〜                            | 再生医療                    |
| 139                      | 12月14日                 | ファッションが貧困を救う                                                    | 南北問題                    |
| 140                      | 12月21日                 | 空気の商人たち 〜温暖化ビジネスに商機あり〜                                 | 地球温暖化                  |
| 141                      | 12月28日                 | 特別版 ガイアが見つめた日本 〜2004年 闘いの現場〜                           | 日本                        |

### 2005年（平成17年）
| 2005年の放送ラインナップ | 2005年の放送ラインナップ | 2005年の放送ラインナップ                                    | 2005年の放送ラインナップ                                                 |
| 回数                     | 放送日                   | サブタイトル                                                | 人物・企業・商品など                                                     |
| ------------------------ | ------------------------ | ----------------------------------------------------------- | ------------------------------------------------------------------------ |
| 142                      | 1月4日                   | 燃える中国アート争奪戦 〜"日本・欧米・中国"世界が狙うお宝〜 | モダンアート                                                             |
| 143                      | 1月11日                  | 崖っぷち!築地魚河岸 冬の陣 〜市場再生に立ち上がる男たち〜   | 築地                                                                     |
| 144                      | 1月18日                  | 優駿の叫び 存続か廃止か 揺れる地方競馬                      | 地方競馬、ハルウララ                                                     |
| 145                      | 1月25日                  | あなたの安全守ります 〜"不安な時代"の防犯ビジネス〜         | 防犯                                                                     |
| 146                      | 2月1日                   | カーナビの未来地図                                          | カーナビ                                                                 |
| 147                      | 2月8日                   | コンビニ戦国時代王者セブンイレブン 戦略の全貌               | セブン-イレブン                                                          |
| 148                      | 2月15日                  | 巨大空港の改革者たち 〜トヨタ式VS松下式〜                   | 中部国際空港                                                             |
| 149                      | 2月22日                  | ようこそニッポン!観光革命                                   | ホテル福原                                                               |
| 150                      | 3月1日                   | ゴーン改革最終章 〜DNAを受け継ぐ人たち〜                    | 日産                                                                     |
| 151                      | 3月8日                   | 西武王国の崩壊                                              | 西武鉄道、コクド、堤義明                                                 |
| 152                      | 3月15日                  | 今 本を売りにゆきます 〜純愛に泣くY世代を狙え〜             | 出版社                                                                   |
| 153                      | 3月22日                  | 「勝つ工場」 〜甦るメイド・イン・ジャパン〜                 | 製造業                                                                   |
| 154                      | 3月29日                  | マンションは買い時か？ 〜大量供給 販売の現実〜              | マンション                                                               |
| 155                      | 4月5日                   | “やる気”にさせる男たち 〜会社を元気にする方法 教えます〜    | 雇用                                                                     |
| 156                      | 4月12日                  | 農村少女と昇龍の3年 〜彼女が見つめた中国 バブルと貧困〜     | 貧困、経済格差                                                           |
| 157                      | 4月19日                  | ブロードバンドへの野望                                      | ソフトバンク                                                             |
| 158                      | 4月26日                  | 1億人の貨物を奪え! 〜物流戦争の風雲児たち〜                 | 運送業                                                                   |
| 159                      | 5月3日                   | ボクたちが働かない理由                                      | ニート、無職                                                             |
| 160                      | 5月10日                  | 日本映画の逆襲                                              | 邦画                                                                     |
| 161                      | 5月17日                  | 私が子供を産めたわけ                                        | 出生率                                                                   |
| 162                      | 5月24日                  | 風雲!きのこ三国志 〜夢のキノコで覇権を握れ〜                | キノコ                                                                   |
| 163                      | 5月31日                  | 安全神話の崩壊効率主義の先に見えたもの                      | 安全                                                                     |
| 164                      | 6月7日                   | あなたの車 高く買います〜世界を駆けるニッポンの中古車〜     | 中古車                                                                   |
| 165                      | 6月14日                  | 消える高齢者の財産                                          | 詐欺                                                                     |
| 166                      | 6月21日                  | 商店復活の仕掛人 松下と楽天                                 | 松下電器産業(現:パナソニック)、楽天                                      |
| 167                      | 6月28日                  | 下克上!外食サバイバル 〜グルメ戦争の勝者は誰だ〜            | 外食産業                                                                 |
| 168                      | 7月5日                   | サイバー攻撃との闘い 〜IT犯罪から会社を守れ〜               | サイバー攻撃                                                             |
| 169                      | 7月12日                  | 会社は誰のものか 〜大買収時代 株式を巡る攻防〜              | M&A                                                                      |
| 170                      | 7月19日                  | 大空の覇権争い 〜ボーイングVSエアバス〜                     | ボーイング、エアバス                                                     |
| 171                      | 7月26日                  | 自動販売機 24時 〜知られざる飲料業界の攻防〜                | 自動販売機                                                               |
| 172                      | 8月2日                   | サッカービジネス 陰の仕掛け人たち                           | サッカークラブ                                                           |
| 173                      | 8月9日                   | 一粒のタネが金を生む 〜究極の種子を開発せよ〜               | 種苗会社                                                                 |
| 174                      | 8月16日                  | アメリカ牛肉は大丈夫か                                      | BSE問題                                                                  |
| 175                      | 8月23日                  | ストレスに負けない!                                         | ストレス                                                                 |
| 176                      | 8月30日                  | 高級車戦争!レクサスVS欧州車トヨタの新たなる挑戦             | トヨタ自動車（レクサス）                                                 |
| 177                      | 9月6日                   | 湯けむりサバイバル 〜旅館再生に挑む請負人たち〜             | 温泉                                                                     |
| 178                      | 9月13日                  | 俺たちの技を継げ! 〜団塊の匠が消える日〜                    | 2007年問題                                                               |
| 179                      | 9月20日                  | 揺らぐメイド・イン・チャイナ                                | 中国製                                                                   |
| 180                      | 9月27日                  | 名医を育てろ 〜伝承せよ! 医の技術〜                         | 医療技術                                                                 |
| 181                      | 10月4日                  | 東南アジアに進路を取れ 日本VS中国!急成長ASEAN争奪戦         | ASEAN（東南アジア諸国連合）                                              |
| 182                      | 10月11日                 | 駅を創る 〜変貌する巨大鉄道会社〜                           | JR東日本                                                                 |
| 183                      | 10月18日                 | 新潟中越地震から1年企業と社員 復興への闘い                  | 新潟県中越地震                                                           |
| 184                      | 10月25日                 | 石油争奪!アフリカ決戦                                       | 石油、原油                                                               |
| 185                      | 11月1日                  | 藍とさくらの代理戦争 〜女子ゴルフに賭けたビジネスマンたち〜 | ゴルフ                                                                   |
| 186                      | 11月8日                  | オフィスを壊せ! 〜儲けるための職場改革〜                    | 職場環境                                                                 |
| 187                      | 11月15日                 | 石油高騰に負けるな!                                         | ガソリンスタンド、クリーニング業界、中小石油化学製品メーカー、漁業、農業 |
| 188                      | 11月22日                 | 公務員を減らせ! 〜ムダと闘う お役所改革〜                   | 公務員削減                                                               |
| 189                      | 11月29日                 | 若者よ!会社を創れ 〜第2の堀江、三木谷は誕生するか？〜       | ライブドア                                                               |
| 190                      | 12月6日                  | 2005年 宇宙への旅〜未来の100兆円市場に賭けろ〜              | 宇宙旅行                                                                 |
| 191                      | 12月13日                 | 我が家は大丈夫か!? 〜そこにある倒壊の危機〜                 | 構造計算書偽造問題                                                       |
| 192                      | 12月20日                 | 結婚しない男たち 〜30代前半 未婚率42%の理由〜               | 独身                                                                     |
| 193                      | 12月27日                 | ニッポン式 世界に挑む                                       | 日本式                                                                   |

### 2006年（平成18年）
| 2006年の放送ラインナップ | 2006年の放送ラインナップ | 2006年の放送ラインナップ                                          | 2006年の放送ラインナップ                           |
| 回数                     | 放送日                   | サブタイトル                                                      | 人物・企業・商品など                               |
| ------------------------ | ------------------------ | ----------------------------------------------------------------- | -------------------------------------------------- |
| 194                      | 1月10日                  | ドキュメント "おせち" 商戦                                        | おせち                                             |
| 195                      | 1月17日                  | 青森を世界に売れ                                                  | FTA、青森県                                        |
| 196                      | 1月24日                  | 膨張!クチコミ巨大市場 〜ネット時代の消費革命〜                    | 口コミ                                             |
| 197                      | 1月31日                  | 団塊さん いらっしゃい 大定年時代の人口争奪戦                      | 団塊の世代                                         |
| 198                      | 2月7日                   | 新大航海時代が来た! 長江2700キロ 海運マンの挑戦                   | 海運業                                             |
| 199                      | 2月14日                  | 「安いガソリン作れ!」 〜サトウキビ畑が油田に変わる〜              | バイオエタノール                                   |
| 200                      | 2月21日                  | 日本の味に世界が踊る 〜フードビジネスが狙う和食〜                 | 日本食                                             |
| 201                      | 2月28日                  | 激動!株式市場 〜大投資時代をどう生きるか〜                        | B・N・F、東京証券取引所                            |
| 202                      | 3月7日                   | 今夜も眠れない 〜働く人の現代病・睡眠障害と闘う〜                 | 睡眠障害                                           |
| 203                      | 3月14日                  | 「眠れる巨象 インドを狙え!」 〜人口11億 最後の巨大市場〜          | スズキ、日立製作所                                 |
| 204                      | 3月21日                  | 大空の革新者たち 〜航空ベンチャーに勝算あり〜                     | スターフライヤー                                   |
| 205                      | 3月28日                  | ガイアの夜明けスペシャル 世界食材獲得バトル 〜幻の味を求めて〜    | 日本食                                             |
| 206                      | 4月4日                   | 森が泣いている 〜日本林業を復興せよ〜                             | 林業                                               |
| 207                      | 4月11日                  | できる新卒を採れ 〜人材獲得大作戦〜                               | 2007年問題                                         |
| 208                      | 4月18日                  | 世界市場に花を売れ! 〜知られざる キリンビールの野望〜             | キリンビール                                       |
| 209                      | 4月25日                  | もう病気になれない!? 〜医療制度の危機 現場からの改革〜            | 医療制度                                           |
| 210                      | 5月2日                   | 大空の安全を極めろ! 〜女性パイロット誕生への道〜                  | パイロット                                         |
| 211                      | 5月9日                   | 「ファッションも鮮度が命」 〜流行をすばやく追いかけろ〜           | ファッション業界                                   |
| 212                      | 5月16日                  | 「町の病院が消える日」 〜地域医療の未来を描け〜                   | 病院                                               |
| 213                      | 5月23日                  | 激突! 巨大家具メーカー                                            | イケア、ニトリ                                     |
| 214                      | 5月30日                  | 「地球を守るビジネス、あります」                                  | ロハス                                             |
| 215                      | 6月6日                   | 「最先端!オーダーメード医療 〜あなただけの治療法 選びます〜」     | 医療                                               |
| 216                      | 6月13日                  | どん底から這い上がれ 〜中小企業再生物語〜                         | 中小企業                                           |
| 217                      | 6月20日                  | 緑茶のプライドをかけた闘い                                        | 緑茶                                               |
| 218                      | 6月27日                  | 「余生をどこで暮らしますか 〜老人ホームビジネスに賭ける男たち〜」 | 老人ホーム                                         |
| 219                      | 7月4日                   | 伝統工芸 復活への道 〜職人の技をビジネスに生かせ!〜               | 伝統工芸                                           |
| 220                      | 7月11日                  | 迷惑駐車は消えたか 〜ママさん監視員の1ヵ月〜                      | 駐車                                               |
| 221                      | 7月18日                  | 検証!“ハゲタカ”の正体 〜外資ファンドは日本を救ったか〜            | 外資投資家                                         |
| 222                      | 7月25日                  | ドキュメント 蚊取り線香 〜金鳥・フマキラー 夏商戦の舞台裏〜       | 金鳥、フマキラー                                   |
| 223                      | 8月1日                   | 華麗なるブライダル戦争二極化時代の "幸せの選択"                   | 結婚、格差社会、二極化社会                         |
| 224                      | 8月8日                   | "韓流" ビジネス 日本上陸 〜ヨン様を超えろ! 韓国企業の挑戦〜       | 韓国企業                                           |
| 225                      | 8月15日                  | 葬儀をプロデュース変貌するニッポンの "お葬式"                     | 葬儀                                               |
| 226                      | 8月22日                  | 食の安心とは？ 〜情報公開をめぐる 知られざる裏側〜                | BSE                                                |
| 227                      | 8月29日                  | バブルは再来するか? 沸騰!沖縄リゾート開発                         | 沖縄                                               |
| 228                      | 9月5日                   | 故郷よ、生き残れ??? 地方改革 自立への苦闘                         | 自治体                                             |
| 229                      | 9月12日                  | なぜ買収は失敗したのか？ 〜独占取材!敵対的買収の裏側〜            | 王子製紙、北越製紙                                 |
| 230                      | 9月19日                  | 小さな商店の逆襲アイデア勝負で生き残れ                            | 個人商店                                           |
| 231                      | 9月26日                  | 西武・そごう 〜再生への365日〜                                    | 西武百貨店・そごう                                 |
| 232                      | 10月3日                  | マグロを確保せよ! 〜価格高騰で食卓ピンチ〜                        | マグロ                                             |
| 233                      | 10月10日                 | 知られざる競走馬ビジネス 〜始まったディープインパクト争奪戦〜     | 競走馬、ディープインパクト                         |
| 234                      | 10月17日                 | 女たちの20年戦争 〜ニッポンの職場は変わったか〜                   | 男女雇用機会均等法                                 |
| 235                      | 10月24日                 | ケータイ大競争時代 〜三つ巴決戦!勝つのはどこだ？〜                | NTTドコモ、au、ソフトバンク                        |
| 236                      | 10月31日                 | 買う気にさせます 〜“生活家電” 新機能開発の裏側〜                  | 松下電器                                           |
| 237                      | 11月7日                  | 100年マンションを目指せ 〜永住時代の開発戦争〜                    | マンション                                         |
| 238                      | 11月14日                 | No.1を死守せよ 〜カローラ40年目の苦闘〜                           | トヨタ                                             |
| 239                      | 11月21日                 | フリーペーパー協奏曲 〜拡大する "0円雑誌" の仕掛け人たち〜        | フリーペーパー「M25」「L25」                       |
| 240                      | 11月28日                 | オトナ心をつかめ〜少子化時代の子供ビジネス〜                      | 少子化問題                                         |
| 241                      | 12月5日                  | 中国“水の危機”を救え! 〜海を渡る日本のエコ技術〜                  | 排水処理                                           |
| 242                      | 12月12日                 | 保育所が足りない! いま保育の現場で何が…                           | 待機児童                                           |
| 243                      | 12月19日                 | 巨大ショッピングモール新時代                                      | ベルタウン、イオンモールむさし村山、ゆめタウン佐賀 |
| 244                      | 12月31日                 | 大晦日特別版2時間SP 団塊世代とニッポンの生きる道                  |                                                    |

### 2007年（平成19年）
| 2007年の放送ラインナップ | 2007年の放送ラインナップ | 2007年の放送ラインナップ                                        | 2007年の放送ラインナップ                                                 |
| 回数                     | 放送日                   | サブタイトル                                                    | 人物・企業・商品など                                                     |
| ------------------------ | ------------------------ | --------------------------------------------------------------- | ------------------------------------------------------------------------ |
| 245                      | 1月9日                   | 医者がいない!? 〜“医療難民”を防げ〜                             | 大阪厚生年金病院ほか                                                     |
| 246                      | 1月16日                  | 住民の足を守れ 〜消えゆくローカル線 再生への闘い〜              | 北海道旅客鉄道（JR北海道）ほか                                           |
| 247                      | 1月23日                  | 黒いダイヤが燃えている 〜資源警報!石炭を確保せよ〜              | 釧路コールマイン                                                         |
| 248                      | 1月30日                  | 我が家が発電所急成長する太陽電池                                | 太陽電池                                                                 |
| 249                      | 2月6日                   | 家があなたを壊すときシックハウス 化学物質過敏症と闘う           | シックハウス症候群                                                       |
| 250                      | 2月13日                  | "ゴミ" の電器がカネになるテレビ パソコン…潜む "金脈"            |                                                                          |
| 251                      | 2月20日                  | 食の安全管理とは？～不二家問題の背景～                          | 不二家                                                                   |
| 252                      | 2月27日                  | いらないものに福がある "捨てない" が生むエコビジネス            |                                                                          |
| 253                      | 3月6日                   | 成長を買う! 沸騰する新興国投資ブーム                            | BRICS                                                                    |
| 254                      | 3月13日                  | "お届け" で心つかみます 通販3兆円市場の差別化 新戦略            |                                                                          |
| 255                      | 3月20日                  | 公立vs私立教育再生の最前線では                                  |                                                                          |
| 256                      | 3月27日                  | “余った食”のゆくえ 〜消費期限 もうひとつの物語〜                | ローソン・フードバンク                                                   |
| 257                      | 4月3日                   | 雇用格差 漂流する "就職氷河期世代"                              |                                                                          |
| 258                      | 4月10日                  | 生まれ変わる木造住宅密集地                                      |                                                                          |
| 259                      | 4月17日                  | 新たな "食" を発掘せよ!狙いはアジアの本物                       |                                                                          |
| 260                      | 4月24日                  | メタボリック症候群を防げ! ニッポンの将来リスク                  | メタボリック症候群（メタボ）                                             |
| 261                      | 5月1日                   | 究極のサービスを目指せ                                          |                                                                          |
| 262                      | 5月8日                   | カラーウォーズ華麗なる色の仕掛け人たち                          |                                                                          |
| 263                      | 5月15日                  | されど激安驚き価格を仕掛ける新勢力                              |                                                                          |
| 264                      | 5月22日                  | 起業家はいまライブドアショック後のベンチャー像                  | ライブドアショック、堀江貴文、村上世彰（村上ファンド、村上ファンド事件） |
| 265                      | 5月29日                  | よみがえれ! 温泉街老舗の熱海 地震が襲った能登                   | 能登半島地震（2007年の能登地震）                                         |
| 266                      | 6月5日                   | シリーズ “食を問う” 食料争奪戦 〜ニッポンの食卓に忍び寄る危機〜 |                                                                          |
| 267                      | 6月12日                  | 消費を眠らせるな! "深夜"市場に商機あり                          |                                                                          |
| 268                      | 6月19日                  | 町からバスが消える 〜規制緩和で揺らぐ地域の足〜                 |                                                                          |
| 269                      | 6月26日                  | 公共サービスのなくなる日 夕張再生へ立ち上がる住民たち           |                                                                          |
| 270                      | 7月3日                   | さらば!使い捨て 拡大する修理 再生ビジネス                       |                                                                          |
| 271                      | 7月10日                  | 甦れ! 夢のマイホーム中古住宅の新たな活用法                      |                                                                          |
| 272                      | 7月17日                  | 若手エリートを確保せよ人材流動化時代の企業攻防戦                |                                                                          |
| 273                      | 7月24日                  | いま、そこにある危険エレベーターと遊園地の安全は?               | シンドラーエレベータ                                                     |
| 274                      | 7月31日                  | 特産品が地方を救う???ふるさと再生の仕掛け人たち                 |                                                                          |
| 275                      | 8月7日                   | 揺れる介護保険 〜相次いだ不正・・・コムスンの今〜               | コムスン#介護報酬不正請求事件                                            |
| 276                      | 8月14日                  | 都市を冷やせストップ! "ヒートアイランド"                        | ヒートアイランド現象                                                     |
| 277                      | 8月21日                  | “売る”技術を磨け!〜プロの接客 教えます〜                        |                                                                          |
| 278                      | 8月28日                  | 2週連続特別企画 "中国は今"第1回ニセモノ大国の実態               | 石景山遊園地、コピー商品（知財権問題）                                   |
| 279                      | 9月4日                   | 2週連続特別企画 中国は今 第2回食の生産現場 の実態               | 天洋食品                                                                 |
| 280                      | 9月11日                  | 3週連続特別企画 "激動 "流通サバイバル"第1回百貨店 再編のゆくえ  |                                                                          |
| 281                      | 9月18日                  | 3週連続企画 "激動流通サバイバル" 第2回地元密着スーパーの逆襲    | スーパーマーケット                                                       |
| 282                      | 9月25日                  | 3週連続企画 “激動 流通サバイバル” 第3回 拡大するアウトレット    |                                                                          |
| 283                      | 10月2日                  | 都会のすき間に商機あり 〜デッドスペースの錬金術師               |                                                                          |
| 284                      | 10月9日                  | マネー動乱サブプライムショックの真相                            | サブプライムローン、サブプライム問題                                     |
| 285                      | 10月16日                 | 未知なる食材を求めて〜新顔野菜の仕掛け人たち〜                  |                                                                          |
| 286                      | 10月23日                 | ニッポンの "美" を売れ沸騰する現代アートの裏側                  |                                                                          |
| 287                      | 10月30日                 | 日の丸スポーツカー復活日産GT-R開発 独占取材365日                | 日産・GT-R                                                               |
| 288                      | 11月6日                  | 甦れ!俺たちの工場 "モノ作りニッポン" 再生物語                   | 町工場                                                                   |
| 289                      | 11月13日                 | クレームに立ち向かえ!苦情処理の企業戦略                         |                                                                          |
| 290                      | 11月20日                 | 日本酒 どん底からの復活〜助っ人はコンビニとハケン会社〜         |                                                                          |
| 291                      | 11月27日                 | 限りある魚を守れ世界の水産資源の危機                            |                                                                          |
| 292                      | 12月4日                  | セイホ“新”戦国時代〜あなたの保険は大丈夫？                      |                                                                          |
| 293                      | 12月11日                 | 広がるゲームの可能性勉強…スポーツ…そして医療                    |                                                                          |
| 294                      | 12月18日                 | あれから10年山一拓銀の社員たちは今                              | 山一證券、北海道拓殖銀行                                                 |

### 2008年（平成20年）
| 2008年の放送ラインナップ | 2008年の放送ラインナップ | 2008年の放送ラインナップ                                              | 2008年の放送ラインナップ                               |
| 回数                     | 放送日                   | サブタイトル                                                          | 人物・企業・商品など                                   |
| ------------------------ | ------------------------ | --------------------------------------------------------------------- | ------------------------------------------------------ |
| 295                      | 1月3日                   | 新年特別スペシャル ガイアの危機 資源争奪の世紀を生き抜く              |                                                        |
| 296                      | 1月8日                   | ニッポンの伝統力 世界一!老舗企業の底力                                |                                                        |
| 297                      | 1月15日                  | 生活を変える "冷凍技術"                                               |                                                        |
| 298                      | 1月22日                  | 死闘!値上げの冬価格は誰が決めるのか                                   |                                                        |
| 299                      | 1月29日                  | 大空の格安競争国際線で巻き起こる低価格旋風                            |                                                        |
| 300                      | 2月5日                   | 日本の動脈に商機あり 〜民営化2年…サービスエリアの攻防〜               | 足柄サービスエリア、吉野川サービスエリア               |
| 301                      | 2月12日                  | 医療格差をなくせ! 最先端 遠隔医療の可能性                             |                                                        |
| 302                      | 2月19日                  | 有機野菜を身近に食の安全に挑む新ビジネス                              |                                                        |
| 303                      | 2月26日                  | 日本経済新聞連載働くニホン連動企画揺れる仕事の現場                    |                                                        |
| 304                      | 3月4日                   | 漂流! ニッポンの給料働くものに明日はあるか                            |                                                        |
| 305                      | 3月11日                  | マネー動乱第2幕中国バブルの行方とオイルマネー                         | オイルマネー                                           |
| 306                      | 3月18日                  | 食のチャイナショック揺れるニッポンの食の現場                          |                                                        |
| 307                      | 3月25日                  | ブランド争奪百貨店? 商社? 密着!9ヵ月                                  |                                                        |
| 308                      | 4月1日                   | 6周年スペシャル農村少女と中国の6年                                    |                                                        |
| 309                      | 4月8日                   | ふるさとガールズ地方再生を担う女性たち                                |                                                        |
| 310                      | 4月15日                  | "国民病"を退治せよ花粉症対策は森林再生にあり                          | 花粉症                                                 |
| 311                      | 4月22日                  | 新卒採用???広がる格差ヤマ場を迎えた'09年就職戦線                      |                                                        |
| 312                      | 4月29日                  | 外国人観光客を呼べ変わりゆくニッポンの名所                            |                                                        |
| 313                      | 5月6日                   | 絶望職場に光を!働くものに明日はあるか 第2章                           |                                                        |
| 314                      | 5月13日                  | "新銀行" 失敗の真相中小企業を救う金融とは?                            |                                                        |
| 315                      | 5月20日                  | ネットの闇有害サイトから家族を守れ                                    |                                                        |
| 316                      | 5月27日                  | 巨大航空会社の苦闘 JALは復活するか?                                   | 日本航空                                               |
| 317                      | 6月3日                   | 世界を救うニッポンの技術 企業が果たす社会貢献とは?                    |                                                        |
| 318                      | 6月10日                  | 食料高を突破せよ ニッポンの食は守れるか                               |                                                        |
| 319                      | 6月17日                  | マンション激変～ 始まった値引き合戦の裏側～                           |                                                        |
| 320                      | 6月24日                  | 高さを目指せ ニッポンの学生たち～世界最高峰の自動車レースに挑む～     |                                                        |
| 321                      | 7月1日                   | 人手が足りない……～揺れる外食チェーンに秘策は？～                      |                                                        |
| 322                      | 7月8日                   | 2週連続企画 "リサイクルを問う"第1弾ペットボトル古紙 資源ゴミが "カネ" |                                                        |
| 323                      | 7月15日                  | 2週連続企画 "リサイクルを問う"第2弾 いらないゴミが地方を救う          |                                                        |
| 324                      | 7月22日                  | 巨像に立ち向かえ ～町の電器店と商店街の闘い                           |                                                        |
| 325                      | 7月29日                  | 進化する省エネ 家計と地球に優しい取り組み～                           |                                                        |
| 326                      | 8月5日                   | "昭和レトロ"が人と街を救う                                            |                                                        |
| 327                      | 8月19日                  | 台頭するPB商品 "価格"を制するのは誰だ                                 |                                                        |
| 328                      | 8月26日                  | 世界遺産がやってくる 復興? 混乱?町は変わるか                          |                                                        |
| 329                      | 9月2日                   | ゴールドを世界が狙う 金争奪戦日本の技術で挑め                         |                                                        |
| 330                      | 9月9日                   | "使い捨て"雇用を問う ～働くものに明日はあるか 第3章                   |                                                        |
| 331                      | 9月16日                  | 新しい旅をご提案 旅行離れで変わるツアー開発                           |                                                        |
| 332                      | 9月23日                  | ニッポンの漁業を救え! "省エネ"と"未利用魚"に活路                      |                                                        |
| 333                      | 9月30日                  | 食が地方を変える! 名産品ブランドの仕掛け人たち                        |                                                        |
| 334                      | 10月7日                  | 介護で会社を辞める時 ～誰が支える…介護の現場～                        |                                                        |
| 335                      | 10月14日                 | 東京ディズニーリゾート 次なる野望 ショービジネスへの挑戦              | 東京ディズニーリゾート、シルク・ドゥ・ソレイユ専用劇場 |
| 336                      | 10月21日                 | 気になる"ニオイ"にチャンスあり拡大する香りビジネス                    |                                                        |
| 337                      | 10月28日                 | 緊迫!不動産不況 金融危機がニッポンを襲う                              |                                                        |
| 338                      | 11月4日                  | あなた 頑張り過ぎていませんか? サラリーマンに忍び寄る"心の病"         |                                                        |
| 339                      | 11月11日                 | マネー動乱第3幕 世界金融危機の真相                                    |                                                        |
| 340                      | 11月18日                 | 2週連続企画ニッポンの農業を問う 独占取材 "事故米"問題の真相           | 事故米・事故米不正転売事件                             |
| 341                      | 11月25日                 | 2週連続企画ニッポンの農業を問う もうかる農業を目指せ                  | 農事組合法人                                           |
| 342                      | 12月2日                  | 高いものにはワケがある 消えゆく ニッポン伝統の味を守れ                |                                                        |
| 343                      | 12月9日                  | あなたの老後は"ひとり"ですか? 独居大国ニッポンの明日                  |                                                        |
| 344                      | 12月16日                 | 危機の冬 "私は買わない" 不況を賢く生き抜け!～                         |                                                        |
| 345                      | 12月23日                 | ニッポンを照らせ! 〜"光"が人と街を元気にする〜                        | LED                                                    |
| 346                      | 12月30日                 | 年末拡大版 〜世界を救う ニッポンの技術スペシャル〜                    |                                                        |

### 2009年（平成21年）
| 2009年の放送ラインナップ | 2009年の放送ラインナップ | 2009年の放送ラインナップ                                        | 2009年の放送ラインナップ                   |
| 回数                     | 放送日                   | サブタイトル                                                    | 人物・企業・商品など                       |
| ------------------------ | ------------------------ | --------------------------------------------------------------- | ------------------------------------------ |
| 347                      | 1月6日                   | 一年の計は正月にあり 初詣と伝統食に客を呼べ                     | 年明けうどん                               |
| 348                      | 1月13日                  | 緊急取材…中国はどうなる!? 倒産ラッシュと巨大市場の行方          |                                            |
| 349                      | 1月20日                  | ベンチャーがニッポンを救う それでも負けない技術力               |                                            |
| 350                      | 1月27日                  | 新商売で逆境に挑む 不況の中にチャンスを探せ                     | 株式会社M&Aオークション                    |
| 351                      | 2月3日                   | オフィス移転で勝機つかめ "企業再生"に秘策あり                   |                                            |
| 352                      | 2月10日                  | 物流が消費を変える "運ぶだけ"から脱却せよ                       |                                            |
| 353                      | 2月17日                  | 空想からヒットを生め 突破口は"常識からの脱却"                   |                                            |
| 354                      | 2月24日                  | 雇用動乱 ニッポンのモノ作り 崩壊の危機                          |                                            |
| 355                      | 3月3日                   | 外食世代交代 逆風下のニューカマーたち                           |                                            |
| 356                      | 3月10日                  | 絆拡大スペシャル "命の絆"を再生せよ 崩壊寸前"地域医療"を追う    |                                            |
| 357                      | 3月17日                  | リサイクルの光と影 ゴミを宝にするビジネスは今                   |                                            |
| 358                      | 3月24日                  | 新マネーでニッポン救え 生活守る"おカネのカタチ"                 |                                            |
| 359                      | 3月31日                  | 不況の荒波に上陸 外資系高級ホテルvs日本勢                       |                                            |
| 360                      | 4月7日                   | タクシーサバイバル〜大不況時代を走り抜け                        |                                            |
| 361                      | 4月14日                  | ショッピングセンター戦国時代〜復活なるか "小売りの覇者"         | イーアスつくば・イオンスーパーセンター     |
| 362                      | 4月21日                  | "地方力"を発掘せよ! 〜密着!"新・特産品ハンター"                 |                                            |
| 363                      | 4月28日                  | 崖っぷちを救え! 〜大不況に挑む"街の金融マン"たち                |                                            |
| 364                      | 5月5日                   | "格安"の激震〜衣料不振に価格革命で挑む                          |                                            |
| 365                      | 5月12日                  | ドラッグストア・ビッグバン〜追跡… "薬"の門戸開放                | スギ薬局                                   |
| 366                      | 5月19日                  | 日はまた昇る〜逆境に挑む不屈の技術魂                            |                                            |
| 367                      | 5月26日                  | 内定切りに負けるな!〜不況に翻弄される若者雇用の実態             |                                            |
| 368                      | 6月2日                   | "そうじ"で不況突破〜業績回復に秘策あり                          |                                            |
| 369                      | 6月9日                   | 快走…自転車の新時代〜"エコ・節約・電動"で復活                   |                                            |
| 370                      | 6月16日                  | ようこそ 新エネルギー時代〜"使うだけ"から"作る"生活へ           |                                            |
| 371                      | 6月23日                  | 消費は動くか〜エコ商戦! 大型景気対策を追う                      |                                            |
| 372                      | 6月30日                  | 雇用動乱 第2章 〜正社員はどうなる!?                             |                                            |
| 373                      | 7月7日                   | あなたの体がよみがえる 〜最先端・再生医療の可能性               |                                            |
| 374                      | 7月14日                  | 熱狂と混乱の中国通販 〜目覚める13億人の消費パワー               |                                            |
| 375                      | 7月21日                  | 眠れる在庫を"宝"に 〜不況下の企業の駆け込み寺ビジネス           |                                            |
| 376                      | 7月28日                  | ショーアップで売れ! 〜異色スーパーの魅せる売り場演出            | ハローデイ                                 |
| 377                      | 8月4日                   | お泊まりにいらっしゃい〜ホテル業界に新風…独自発想で挑む         | スーパーホテル、ファーストキャビン、旅籠屋 |
| 378                      | 8月11日                  | 脳科学が拓く未来〜産業への応用と驚異のリハビリ治療              |                                            |
| 379                      | 8月18日                  | 異常気象を追え! 〜命を守る気象情報ビジネス                      | サーフレジェンド、ウェザーニューズ         |
| 380                      | 8月25日                  | 争奪! 買い物ポイント〜眠る10兆円を掘り起こせ                    | Tポイント                                  |
| 381                      | 9月1日                   | "手作り食"が消費を動かす 〜「作ってみたい」を応援する新ビジネス |                                            |
| 382                      | 9月8日                   | 1000円高速 光と影 〜検証 値下げの経済効果                       | 高速道路                                   |
| 383                      | 9月15日                  | マネー動乱 第4幕〜リーマン破たんから1年 金融暴走の果て          |                                            |
| 384                      | 9月22日                  | 節約新時代〜逆境を勝ち抜くコスト削減のプロ                      |                                            |
| 385                      | 9月29日                  | "笑い"が人と会社を救う                                          |                                            |
| 386                      | 10月6日                  | マイホームを守れ! 〜"我が家"の崩壊に立ち向かう                  |                                            |
| 387                      | 10月13日                 | 感染爆発…企業は戦う〜猛威振るい始めた新型インフルエンザ         |                                            |
| 388                      | 10月20日                 | 格安の激震 第2波〜百貨店・スーパー大転換                        | 長崎屋・ドン・キホーテ                     |
| 389                      | 10月27日                 | 蘇れ! 我が家〜不況下で進化…リフォーム新時代                     |                                            |
| 390                      | 11月3日                  | 2週連続企画 "新しい働き方" 第1回成果主義を超えろ!               |                                            |
| 391                      | 11月10日                 | シリーズ企画 "新しい働き方" 第2回もう雇われない!                |                                            |
| 392                      | 11月17日                 | シリーズ「進化するリサイクル」第1弾古着が宝の山となる日         |                                            |
| 393                      | 11月24日                 | 徹底追跡…JAL危機〜 "日本の翼"の本当の問題とは                   | 日本航空                                   |
| 394                      | 12月1日                  | シリーズ「進化するリサイクル」第2弾くず鉄が世界を駆ける         |                                            |
| 395                      | 12月8日                  | 食の攻防2009(1)コーヒー戦争〜一杯に賭ける男たちの闘い           |                                            |
| 396                      | 12月15日                 | 「食の攻防2009」第2弾マグロ最後の闘い                           |                                            |
| 397                      | 12月22日                 | 30分拡大スペシャル闘う人たち、その後                            |                                            |

### 2010年（平成22年）
| 2010年の放送ラインナップ | 2010年の放送ラインナップ | 2010年の放送ラインナップ                                                                    | 2010年の放送ラインナップ                                            |
| 回数                     | 放送日                   | サブタイトル                                                                                | 人物・企業・商品など                                                |
| ------------------------ | ------------------------ | ------------------------------------------------------------------------------------------- | ------------------------------------------------------------------- |
| 398                      | 1月5日                   | 新春拡大版電気自動車ウォーズ 〜ガソリンから電気へ 革命が始まる                              | テスラモーターズ・日産自動車                                        |
| 399                      | 1月12日                  | 1000円高速への逆襲 〜バス・新幹線の新サービス合戦                                           | 西鉄高速バス・WILLER TRAVEL・JR西日本                               |
| 400                      | 1月19日                  | シリーズ「デフレと闘う!」第1弾スーパー特売品の攻防                                          | だるま食品                                                          |
| 401                      | 1月26日                  | シリーズ「デフレと闘う!」第2弾売れない時代に売る極意                                        | お菓子のポルシェ                                                    |
| 402                      | 2月2日                   | シリーズ「デフレと闘う!」第3弾外食のピンポイント戦略                                        | 壱番屋・ばんどう太郎                                                |
| 403                      | 2月9日                   | 雇用動乱 第3章〜不況を突破する働き手たち                                                    |                                                                     |
| 404                      | 2月16日                  | 驚異のチャイナマネー 〜世界を席巻する紅い資本家たち                                         | ラオックス                                                          |
| 405                      | 2月23日                  | 攻防!教育マネー 〜"格差時代"を生き抜く                                                      | 佐鳴予備校・豊後高田市                                              |
| 406                      | 3月2日                   | 五輪に挑んだニッポンの技術〜バンクーバー…知られざる物語                                     | バンクーバーオリンピック・ミズノ・上村愛子                          |
| 407                      | 3月9日                   | ハイブリッドカー戦争 〜独占!ホンダDNAを継ぐ人々の挑戦                                       | トヨタ自動車・本田技研工業                                          |
| 408                      | 3月16日                  | 世界で儲けろ! 〜ニッポン農業 大航海時代を生きる                                             |                                                                     |
| 409                      | 3月23日                  | マイホーム革命 〜"中古"が変えるニッポンの住まい                                             | 佐久市                                                              |
| 410                      | 3月30日                  | 熱戦!道の駅パワー 〜地方の力が集結する"新拠点"                                              | 冨士川楽座・湖北みずどりステーション・内子フレッシュパーク          |
| 411                      | 4月6日                   | 斬新 旅プランで客を呼べ 〜リピーター生む仕掛け人の技                                        | 平田進也・嬉野温泉・伊豆稲取温泉                                    |
| 412                      | 4月13日                  | "便利"を深めろ! 〜コンビニ飽和時代の新戦略〜                                                | am/pm・ファミリーマート・ローソン                                   |
| 413                      | 4月20日                  | シリーズ「新興国を攻めろ!」第1弾 〜ニッポン外食に勝機あり〜                                 | 大戸屋                                                              |
| 414                      | 4月27日                  | 患者サービスを極めろ! 〜異業種が挑む 医療再生の現場〜                                       | 渡邉美樹・岸和田盈進会病院                                          |
| 415                      | 5月4日                   | あなたの知らない水族館 〜進化する“海の技術”〜                                               | 沖縄美ら海水族館・鶴岡市立加茂水族館                                |
| 416                      | 5月11日                  | 格安温泉サバイバル 〜台等する新興チェーンと老舗の行方〜                                     | 大江戸温泉物語・ホテルニュー岡部・加賀屋                            |
| 417                      | 5月18日                  | 銀座デパート最終戦争 〜百貨店は新しい価値を作り出せるか?〜                                  | 松坂屋・松屋                                                        |
| 418                      | 5月25日                  | シリーズ「新興国を攻めろ!」第2弾 攻防!巨大万博 〜13億人を驚かせる日本の技〜                 | 太陽工業                                                            |
| 419                      | 6月1日                   | シリーズ「新興国を攻めろ!」第3弾 若者よ 海を渡れ! 〜"世界基準"で戦える人材づくり〜          | ファーストリテイリング・NEC                                         |
| 420                      | 6月8日                   | 日本の"新名所"が生まれる 〜新タワーの野望とテーマパーク再生〜                               | 東京スカイツリータウン・東京タワー・ハウステンボス・H.I.S・澤田秀雄 |
| 421                      | 6月15日                  | "電子ブック"の衝撃 〜活字市場はどう変わるのか?〜                                            | 角川グループホールディングス                                        |
| 422                      | 6月22日                  | “空き”ビジネスを追え! 〜街の"空き物件"で稼ぐ男たち〜                                        |                                                                     |
| 423                      | 6月29日                  | その後のJAL 〜航空 大リストラ時代の光と影〜                                                 | 日本航空                                                            |
| 424                      | 7月6日                   | シリーズ「ニッポンの家族の行方」(1) 子育てをしよう! 〜少子化の壁を打ち破れ〜                | 上越市                                                              |
| 425                      | 7月13日                  | シリーズ「ニッポンの家族の行方」(2) 自由、安心に暮らしたい 〜"シニアの住まい"広がる選択肢〜 | 学習研究社                                                          |
| 426                      | 7月20日                  | マネー動乱 第5幕 世界マネー次の標的                                                         |                                                                     |
| 427                      | 7月27日                  | 骨肉の争いを避ける術 〜いま知っておきたい"相続"〜                                           | 野村證券・三井住友銀行                                              |
| 428                      | 8月3日                   | 夏山が呼んでいる 〜拡大するアウトドア市場〜                                                 | みなかみ町                                                          |
| 429                      | 8月10日                  | 価格vs個性 〜ここまできた!新・外食戦争                                                      | 三光マーケティングフーズ                                            |
| 430                      | 8月17日                  | 穫らずに育てろ! 〜世界をギョっと言わせる養殖技術〜                                          | 銚子丸・岡山理科大学・栃木県那珂川町                                |
| 431                      | 8月24日                  | 膨張する中国ニセモノ 〜追跡…"グローバル化"の脅威                                            | ファイテン・コピー商品                                              |
| 432                      | 8月31日                  | "ゆとり世代"を鍛えろ! 〜人間性をみがく 魂の人材育成〜                                       | 丸紅                                                                |
| 433                      | 9月7日                   | 最新ツールで集客せよ! 〜あなたを買う気にさせる新戦略〜                                      | JR東日本ウォータービジネス・グルーポン・錦市場                      |
| 434                      | 9月14日                  | 住まいの価値、守れてますか?                                                                 | 大京アステージ                                                      |
| 435                      | 9月21日                  | ニッポンの食卓を守れ! 〜サンマ・そば・小麦に迫る危機〜                                      | ベイシア・丸紅                                                      |
| 436                      | 9月28日                  | 急患を断るな! 〜緊急医療に新たな光〜                                                        | 日本医科大学千葉北総病院・沖電気工業                                |
| 437                      | 10月5日                  | 秋のデパート "食"戦争 〜食を制する者が生き残る!〜                                           | 三越・西武百貨店                                                    |
| 438                      | 10月12日                 | 続・売れない時代に売る極意 〜異端児たちが仕掛ける仰天戦略〜                                 |                                                                     |
| 439                      | 10月19日                 | シリーズ「空の大競争時代」第1弾羽田から世界へ! 〜世界に負けない空港大改革〜                 | 羽田空港・日本空港ビルデング・京急グループ・東京モノレール          |
| 440                      | 10月26日                 | もうクズとは呼ばせない! 〜見捨てられた食材に商機あり〜                                      |                                                                     |
| 441                      | 11月2日                  | いま!ホテルが面白い 〜異色チェーン vs 伝説の老舗〜                                          | グランドプリンスホテル赤坂、アパグループ、ザ・キャピトルホテル 東急 |
| 442                      | 11月9日                  | 緊急取材! 中国リスクの真実 〜日本企業が直面する本当の危機〜                                 |                                                                     |
| 443                      | 11月16日                 | シリーズ「空の大競争時代」第2弾 便利で安くエアライン対決                                    | 全日本空輸・エアアジア X                                            |
| 444                      | 11月23日                 | 息子たちの大戦争 〜親の知らない"就活"戦線〜                                                 |                                                                     |
| 445                      | 11月30日                 | 電気自動車 元年 〜"ガソリン不要"…期待と実力〜                                               | 三菱自動車工業・日産自動車・愛媛県                                  |
| 446                      | 12月7日                  | 通話料が0円になる 〜ケータイ戦国時代 第三幕〜                                               | au・アールストリーム・白老町                                        |
| 447                      | 12月14日                 | 時代は"コンパクト" 〜小ぶりな店舗に商機あり〜                                               | イトーヨーカ堂・東急ハンズ・全日食チェーン                          |
| 448                      | 12月21日                 | 追跡! 闘う人たち 〜2010年末スペシャル〜                                                     | ファーストリテイリング・ウオダイ・エース                            |

### 2011年（平成23年）
| 2011年の放送ラインナップ | 2011年の放送ラインナップ | 2011年の放送ラインナップ                                                               | 2011年の放送ラインナップ                                                    |
| 回数                     | 放送日                   | サブタイトル                                                                           | 人物・企業・商品など                                                        |
| ------------------------ | ------------------------ | -------------------------------------------------------------------------------------- | --------------------------------------------------------------------------- |
| 449                      | 1月4日                   | 日本の"反転攻勢" 〜世界を席巻する“和”の主役たち〜                                      | 加賀屋・ハローキティ・QBハウス                                              |
| 450                      | 1月11日                  | うまい魚を食卓へ 〜流通システムを変える 革命児たち〜                                   | 角上魚類                                                                    |
| 451                      | 1月18日                  | 夢よ…もう一度 〜復活のヒット商品 男たちの大勝負〜                                      | チロルチョコ・森永クリープ・バスクリン                                      |
| 452                      | 1月25日                  | "やりたい"を力に! 〜地域と企業を変えるヤングパワー〜                                   |                                                                             |
| 453                      | 2月1日                   | JAL再建の真実 〜破綻から1年…社内は今〜                                                 | 日本航空                                                                    |
| 454                      | 2月8日                   | シリーズ 日本の食卓(1) 〜一日の計は朝食にあり〜                                        |                                                                             |
| 455                      | 2月15日                  | シリーズ 日本の食卓(2) 〜進化するデリバリー〜                                          | 銀のさら・ワタミタクショク                                                  |
| 456                      | 2月22日                  | やさしさを競え! 〜新たな時代の商品開発〜                                               | 三菱電機                                                                    |
| 457                      | 3月1日                   | 新幹線がやって来た! 〜進化する超特急 その光と影〜                                      | 東北新幹線・九州新幹線                                                      |
| 458                      | 3月8日                   | "捨てない"に商機あり! 〜進化する 新・中古ビジネス〜                                    |                                                                             |
| 459                      | 3月15日                  | 緊急取材!食糧動乱(1) コーヒーウォーズ 〜その一杯から 激動の世界経済が見える〜          | 三本コーヒー・丸紅                                                          |
| 460                      | 3月22日                  | 緊急取材!食糧動乱(2) 食の怒りが国を揺るがす                                            | 三菱化学・ジャスミン革命                                                    |
| 461                      | 3月29日                  | シリーズ「復興への道」(1) ライフラインを守れ! 〜震災支援19日間の総力戦〜               | ローソン・山交バス                                                          |
| 462                      | 4月12日                  | シリーズ「復興への道」(2)あなたの善意 その行方 〜企業と個人 手を差し伸べた30日間〜     | モルディブ、日本ユニバーサルデザイン研究機構、パン・アキモト、高政          |
| 463                      | 4月19日                  | シリーズ「復興への道」(3)原発に立ち向かう 〜ニッポンの技術と家族の絆〜                 | 日本ポリグル・テムザック                                                    |
| 464                      | 4月26日                  | シリーズ「復興への道」(4) リサイクルの底力〜テレビ、がれき...問われる真価〜            |                                                                             |
| 465                      | 5月3日                   | ニッポンの反転攻勢 第2弾 その技で再び世界へ〜風評被害に負けない至高のモノ作り〜        | セイコー・セイコー塩尻工場・大平技研                                        |
| 466                      | 5月17日                  | ニッポンの反転攻勢 第3弾 世界を驚かす"和"の挑戦者                                      | 日吉屋・JAXSON                                                              |
| 467                      | 5月24日                  | シリーズ「復興への道」(5) 法的トラブルを解決せよ                                       |                                                                             |
| 468                      | 5月31日                  | シリーズ「復興への道」(6) 仮設住宅 7万戸の真実                                         | 大和ハウス工業、岩手県陸前高田市・住田町、宮城県石巻市                      |
| 469                      | 6月7日                   | 一生暮らす家〜震災・定年...どうする我が家〜                                            | 東京都                                                                      |
| 470                      | 6月14日                  | 原発危機に立ち向かう 〜密着・現場の90日〜                                              | Jヴィレッジ、福島第一原子力発電所、東京電力、日立、東芝、アレバ             |
| 471                      | 6月21日                  | シリーズ 復興への道 第8弾 働く希望を! 〜"震災失業"を突破する働き方〜                   | 東北広域震災NGOセンター、高政、クロスカンパニー                             |
| 472                      | 6月28日                  | 甦れ!三陸漁業〜カツオ船団と 漁師たちの決断〜                                           | 気仙沼漁港、木の屋石巻水産                                                  |
| 473                      | 7月5日                   | シリーズ 復興への道 第10弾 あなたの善意 その後 〜支援に動いた 個人と企業のこれから〜   | すかいらーく、パン・アキモト                                                |
| 474                      | 7月12日                  | 節電・創電で乗り越えろ!〜コンビニ改革と"新燃料"発電〜                                  | セブンイレブン・コンフィデンスソリューションシステム社                      |
| 475                      | 7月19日                  | 世界遺産がやってきた 〜平泉と小笠原 未来への闘い〜                                     | 平泉（文化遺産登録） 小笠原諸島（自然遺産登録） 富士山                      |
| 476                      | 7月26日                  | "神の手"を持つ男たち 〜世界を救え!ニッポン医療最前線〜                                 | リバー精工                                                                  |
| 477                      | 8月2日                   | シリーズ「復興への道」(11)走れ!俺たちの鉄道                                            | 三陸鉄道・ひたちなか海浜鉄道湊線                                            |
| 478                      | 8月9日                   | スーツを脱いだ日本男児 〜"クールビズ"旋風が もたらしたもの〜                           | メーカーズシャツ鎌倉                                                        |
| 479                      | 8月16日                  | 日本一ホットな街〜賑わいを呼ぶ仕掛け人たち〜                                           | 大船渡飲食店組合・新大久保コリアンタウン                                    |
| 480                      | 8月23日                  | ニッポンの反転攻勢シリーズ（4） 老舗メーカーの逆襲〜世界市場に打って出ろ〜             | カルビー・ビッグジョン                                                      |
| 481                      | 8月30日                  | "まごころマネー"がニッポンを救う〜1万円で できること〜                                 | 鎌倉投信・ミュージックセキュリティーズ                                      |
| 482                      | 9月6日                   | シリーズ 復興への道 第12弾 福島を生きる                                                | (株)マツバヤ・木乃幡（このはた）                                            |
| 483                      | 9月13日                  | 電気を"賢く"節約せよ〜節電の夏で分かったこと〜                                         | アキュラホーム・節電サポーター（日本テクノ）                                |
| 484                      | 9月20日                  | 消費者を科学せよ!〜客を呼ぶ秘密は"行動観察"〜                                          | 北海道日本ハムファイターズ・紀伊國屋書店本町店・城崎温泉×産業技術総合研究所 |
| 485                      | 9月27日                  | 切らずに治す〜がん治療最前線〜                                                         | 藤田保健衛生大学病院・粒子線治療研究センター                                |
| 486                      | 10月4日                  | 第二の人生が面白い!〜急増する熟年起業家〜                                              | シルウォッチ・リアル野球盤・ペット用マイクロチップ                          |
| 487                      | 10月11日                 | 「あなたの家を"キレイ"に!」〜世界が狙うニッポンの掃除ビジネス〜                        | ダイソン・ダスキン                                                          |
| 488                      | 10月18日                 | 「カップヌードルを超えろ!」〜王者VS挑戦者 知られざる開発競争〜                         | 日清食品・とかち麺工房・エースコック                                        |
| 489                      | 10月25日                 | シリーズ 日本の食は大丈夫か?(1) コメ動乱 〜消費者がいま 知るべきこと〜                 | 大戸屋・おむすび権米衛                                                      |
| 490                      | 11月1日                  | シリーズ 日本の食は大丈夫か?(2)野菜をどう選べばいいのか?〜見直され始めた八百屋の存在〜 | 淀橋市場・杉本青果店                                                        |
| 491                      | 11月8日                  | 職人よ 世界一を目指せ!                                                                 | バリスタ職人・花火職人                                                      |
| 492                      | 11月15日                 | エネルギー攻防戦〜 密着!孫正義の4カ月                                                  | 孫正義・ソフトバンク、おひさま農場                                          |
| 493                      | 11月22日                 | 緊急特集...タイ大洪水の今 負けるな!ニッポンのものづくり                                | オギハラ、イオミック                                                        |
| 494                      | 11月29日                 | 住まいの価値に異変アリ〜震災後 激変した不動産市場〜                                    | ユトリシア、タワーマンション、ハイアス&カンパニー                           |
| 495                      | 12月6日                  | ニッポン市場を掘り起こせ!〜外資系チェーンが仕掛ける 次の一手〜                         | IKEA、Wendy's                                                               |
| 496                      | 12月13日                 | 回転寿司の王者 アジアに挑む!                                                           | あきんどスシロー・東京すしアカデミー                                        |
| 497                      | 12月20日                 | あなたを変える"片づけ力"〜稼げるニッポンの整理整とん術〜                               | ウインローダー・メドテック                                                  |

### 2012年（平成24年）
| 2012年の放送ラインナップ | 2012年の放送ラインナップ | 2012年の放送ラインナップ                                                                | 2012年の放送ラインナップ                                   |
| 回数                     | 放送日                   | サブタイトル                                                                            | 人物・企業・商品など                                       |
| ------------------------ | ------------------------ | --------------------------------------------------------------------------------------- | ---------------------------------------------------------- |
| 498                      | 1月3日                   | ゴールドラッシュの真相を追う!〜"金"高騰は続くのか？それともバブルなのか？〜             | ジム・ロジャーズほか                                       |
| 499                      | 1月10日                  | 進化するスーパー〜群雄割拠を生き抜く 革命児たち〜                                       | トライアル・業務スーパーほか                               |
| 500                      | 1月17日                  | 本格決戦!軽自動車ウォーズ〜なぜホンダは"軽"に賭けたのか?〜                              | トヨタ自動車ほか                                           |
| 501                      | 1月24日                  | 「買う気にさせる極意」〜客の「情報」を制する者が勝つ〜                                  | ポーラ・JR東日本ウォータービジネスほか                     |
| 502                      | 1月31日                  | スマートフォンの光と影                                                                  | カスペルスキーほか                                         |
| 503                      | 2月7日                   | 不便を便利に!〜高齢者を支える新たな取り組み〜                                           | マルエツ、ベンリーコーポレーション                         |
| 504                      | 2月14日                  | アジアから観光客を呼べ!〜ドン・キホーテと温泉地の意外な連携〜                           | ドン・キホーテほか                                         |
| 505                      | 2月21日                  | 客の願いをすぐ実現!〜カメレオン戦略の絶好調企業〜                                       | アイリスオーヤマ、小原歯車工業                             |
| 506                      | 2月28日                  | ニッポン"格安航空"元年 〜密着 日本版LCC「ピーチ」誕生〜                                 | 全日本空輸                                                 |
| 507                      | 3月6日                   | 復興への道                                                                              | 高政、サンプラザ                                           |
| 508                      | 3月13日                  | 活況!海外品ネット通販                                                                   | 楽天ほか                                                   |
| 509                      | 3月20日                  | 逆襲者たち 〜小さな企業の大きな挑戦〜                                                   | 愛知ドビーほか                                             |
| 510                      | 4月3日                   | 中国でリベンジ! 〜二度と失敗は許されない 外食とアパレルの逆襲〜                         | リンガーハット・ラブリークイーン                           |
| 511                      | 4月10日                  | 危機を救う 新技術                                                                       | ベルフォアジャパン、エオネックス                           |
| 512                      | 4月17日                  | 10周年シリーズ企画"ニッポンの生きる道"第1弾 世界で勝てるものづくりとは                  | パナソニック・ホンダ、コペルニク                           |
| 513                      | 4月24日                  | 10周年シリーズ企画"ニッポンの生きる道"第2弾 どこで"ものづくり"をしていくのか            | NEC、日産自動車ほか                                        |
| 514                      | 5月1日                   | 東京改造計画 〜東武スカイツリーVS東急ヒカリエ〜                                         | 東武鉄道、東急電鉄                                         |
| 515                      | 5月8日                   | 新東名でチャンスをつかめ!〜ゴールデンウイークの結末は〜                                 | 新東名高速道路浜松サービスエリア・浜名湖サービスエリアほか |
| 516                      | 5月15日                  | 地域スーパーの最強戦略〜独自の激安vs凄腕バイヤー〜                                      | マルエイ・京北スーパーほか                                 |
| 517                      | 5月22日                  | 素敵な人生の締めくくり方〜注目高まる"終活"ビジネスの今〜                                |                                                            |
| 518                      | 5月29日                  | 10周年シリーズ企画"ニッポンの生きる道"第3弾 中国とどう向きあう? 農村少女とトヨタの10年  | トヨタ自動車                                               |
| 519                      | 6月5日                   | "頭打ち"を突き抜けろ! 〜老舗企業...驚きの大変身〜                                       | マルコメ、森下仁丹                                         |
| 520                      | 6月12日                  | 争奪!アジアの理想郷 〜誰があなたのズボンを作るのか?〜                                   | ハニーズ、住金物産                                         |
| 521                      | 6月19日                  | 世界最速の靴を作る 〜ロンドンに懸ける!アシックスVSアディダス〜                          | アシックス、アディダス                                     |
| 522                      | 6月26日                  | あなたの知らない アウトレットの真実                                                     |                                                            |
| 523                      | 7月3日                   | 夏の味覚 争奪戦 〜安くておいしいウナギはどこに?〜                                       | マルエツ、昭栄商会                                         |
| 524                      | 7月10日                  | "不便を便利"に商機あり 〜暮らしを変える新サービス〜                                     | 平和堂、ANZENグループほか                                  |
| 525                      | 7月17日                  | ニッポンの夏を涼しく 〜電気を使わない画期的技術〜                                       | 東邦レオ、日本ワイドクロス、日本ナチュロック               |
| 526                      | 7月24日                  | 常識破りの外食革命 〜高級フレンチ…格安の秘密〜                                          | 俺のフレンチ（バリュークリエイト）、株式会社ゼットン       |
| 527                      | 8月7日                   | 真夏の防犯カメラ 密着24時〜ここまで来ていた ニッポンの技術〜                            | テラスモール湘南、東京・足立区、 顔認証システム            |
| 528                      | 8月14日                  | メダルを支えた…スポーツメーカーの闘い                                                   |                                                            |
| 529                      | 8月21日                  | 緊急取材!ユーロ危機の今〜広がるニッポンへの影響〜                                       | 日産自動車                                                 |
| 530                      | 8月28日                  | あなたの知らない"格安航空"の真実                                                        | エアアジア・ジャパン、平和交通                             |
| 531                      | 9月4日                   | 魅せて売る!〜五感を刺激する"売り場革命"とは〜                                           | 大丸東京店、イトーヨーカ堂                                 |
| 532                      | 9月11日                  | 10周年シリーズ企画「ニッポンの生きる道」第4弾 地球を救うヒット商品とは                  | フルッタフルッタ、無印良品                                 |
| 533                      | 9月18日                  | 10周年企画"ニッポンの生きる道"第5弾 海外に出たサムライ ニッポンを救う…                  | 堀雄一朗、迫慶一郎                                         |
| 534                      | 9月25日                  | 10周年企画「ニッポンの生きる道」第6弾 縮小市場をどう生き残る!〜家電量販店の新たな挑戦〜 | コジマ、ヤマダ電機                                         |
| 535                      | 10月2日                  | "雑貨"ブームがニッポンを変える…                                                         | 渋谷ヒカリエ、タイガー                                     |
| 536                      | 10月9日                  | ここまで進化していた!激安スーパーの秘密                                                 | トライアル、びっくり市                                     |
| 537                      | 10月16日                 | 美味しい健康食が売れる!〜「外食」・「宅配弁当」の革命〜                                 | ファンデリー、メイファ                                     |
| 538                      | 10月23日                 | 家電ベンチャーからの挑戦状〜異端児が仕掛ける 独創のものづくり〜                         | ビックロ、バルミューダ、Bsize                              |
| 539                      | 10月30日                 | 反日暴動に負けない!〜独占取材! 平和堂 45日間の全記録〜                                  | 平和堂                                                     |
| 540                      | 11月6日                  | シリーズ「働き方が変わる」第1弾 あなたはこれから どう働きますか?                        | セカンドハーベストジャパン、イー・エル・テクノ、グリー     |
| 541                      | 11月13日                 | シリーズ「働き方が変わる」第2弾 働くママがニッポンを変える!                             | ユニバーサル・スタジオ・ジャパン、佐川急便                 |
| 542                      | 11月20日                 | 町工場からお茶の間へ!〜職人たちが大ヒット商品を生んだ〜                                 | 錦見鋳造、エンジニア（大阪）                               |
| 543                      | 11月27日                 | 日本人の知らないニッポンの魅力〜新戦略で外国人観光客を呼び込め!〜                       | 高野山、ミヤコ国際ツーリストほか                           |
| 544                      | 12月4日                  | 10周年企画 「ニッポンの生きる道」第7弾 ヒット商品を生み出す ニッポンの農家              | Farm Designs、グリーンリーフ（農業法人）                   |
| 545                      | 12月11日                 | "感動のサービス"が客を呼ぶ!〜リピーターを作る 新たな接客術とは〜                        | カシータ、代官山 蔦屋書店、大垣共立銀行                    |
| 546                      | 12月18日                 | 反日デモから3ヵ月…平和堂に新たな試練                                                    | 平和堂                                                     |
| 547                      | 12月25日                 | あなたの知らない… 巨大ホームセンターの裏側                                              | カインズホーム、スーパービバホーム                         |

### 2013年（平成25年）
| 2013年の放送ラインナップ | 2013年の放送ラインナップ | 2013年の放送ラインナップ                                                          | 2013年の放送ラインナップ                         |
| 回数                     | 放送日                   | サブタイトル                                                                      | 人物・企業・商品など                             |
| ------------------------ | ------------------------ | --------------------------------------------------------------------------------- | ------------------------------------------------ |
| 548                      | 1月8日                   | 新春SP 10周年企画 「ニッポンの生きる道」第8弾 未知なる市場を拓く                  | ミニストップ、サラヤ、無印良品                   |
| 549                      | 1月15日                  | "後継ぎ"募集します!〜ある商店街の180日の戦い〜                                    | 蒲原屋、軒先（東京・目黒）                       |
| 550                      | 1月22日                  | 高級料理を格安に!〜外食の革命児...次なる一手〜                                    | バリュークリエイト、南国酒家                     |
| 551                      | 1月29日                  | ふるさと再生に懸ける!                                                             | 大阪・泉佐野市、北海道・夕張市                   |
| 552                      | 2月5日                   | ニッポンの快適空間を世界に!                                                       | 極楽湯、日立ライフ                               |
| 553                      | 2月12日                  | あなたも繁盛店を作れる!                                                           |                                                  |
| 554                      | 2月19日                  | “絶品の味”が身近に!〜ここまで来た 凍らせる技術〜                                  | セコム、マーズカンパニー                         |
| 555                      | 2月26日                  | シリーズ復興への道 第14章「ふるさとを失って…〜原発から8キロ 地元人気店の2年間〜」 | マツバヤ（サンプラザ (福島県)）                  |
| 556                      | 3月5日                   | シリーズ「復興への道」第15章 甦れ!三陸の水産業〜漁師と企業の新たな挑戦〜          |                                                  |
| 557                      | 3月12日                  | 百貨店の常識をぶち壊せ!〜伊勢丹・髙島屋の新たな革命〜                             | 伊勢丹、高島屋                                   |
| 558                      | 3月19日                  | 10周年シリーズ企画 「ニッポンの生きる道」第9弾 世界の子供を救う!ニッポンの技術    | 日本ポリグル                                     |
| 559                      | 3月26日                  | 巨大鉄道会社の野望 〜乗客争奪戦の裏側〜                                           | 東急、東京メトロ、西武、東武、横浜高速鉄道       |
| 560                      | 4月2日                   | ゴミから高級品を作る! 〜リサイクル最新手法〜                                      | TAOS、MODECO                                     |
| 561                      | 4月9日                   | 手を組んで生き残れ! 〜中小企業サバイバル 新時代〜                                 |                                                  |
| 562                      | 4月16日                  | 空き家再生に秘策あり!                                                             | 東京R不動産                                      |
| 563                      | 4月23日                  | 社員の辞めない会社とは？                                                          | 阪急交通社、メガネ21                             |
| 564                      | 4月30日                  | 人気外食チェーン 価格攻防の裏側                                                   | あきんどスシロー、ロイヤルホスト                 |
| 565                      | 5月7日                   | 治せなかった"がん"に挑む!                                                         | 住友重機械工業、京都大学                         |
| 566                      | 5月21日                  | ニッポン買いは続くのか!?                                                          | りそな銀行                                       |
| 567                      | 5月28日                  | 人気沸騰!軽自動車ウォーズ 〜なぜ今"軽"なのか... 知られざる舞台裏〜                | NMKV（三菱自動車工業、日産自動車）、本田技研工業 |
| 568                      | 6月4日                   | 〜シリーズ「働き方が変わる」第4弾〜 リストラに負けない! 家電戦士たちの逆襲        | アイリスオーヤマ                                 |
| 569                      | 6月11日                  | 家電ゴミが"宝"に変わる!〜都市鉱山...最新リサイクルの今〜                          | 日本磁力選鉱                                     |
| 570                      | 6月18日                  | 地方から未知なる国へ!                                                             | スギヨ、加藤吉平商店、照沼勝一商店               |
| 571                      | 6月25日                  | 生き残りを賭けた・・・新通販戦争                                                  | ジャパネットたかた、NTTドコモ、住友商事          |
| 572                      | 7月2日                   | 値上げの夏"低価格をどう実現するか？                                               | 神戸物産、キャンドゥ                             |
| 573                      | 7月9日                   | 人を育てて勝つ!〜外食業界...人材争奪戦の今〜                                      | すしざんまい、サブライム（居酒屋チェーン）       |
| 574                      | 7月16日                  | ようこそ!ニッポンの"新玄関口"へ                                                   | 大阪観光局、境港市                               |
| 575                      | 7月23日                  | 高齢者を狙う...サギと闘う 〜大切な資産を守れ〜                                    | あおい法律事務所、盛岡市                         |
| 576                      | 7月30日                  | 真夏の"空の旅"...リゾート客争奪戦!                                                | 石垣島                                           |
| 577                      | 8月6日                   | 不屈の町工場...世界を驚かす!                                                      |                                                  |
| 578                      | 8月13日                  | 常識を覆す...ニッポンのシニア                                                     |                                                  |
| 579                      | 8月20日                  | 真夏の自販機戦争!                                                                 | ダイドードリンコ、アサヒ飲料、デリコム           |
| 580                      | 8月27日                  | "道"で稼ぐ! 〜進化する「道の駅」と「サービスエリア」〜                            | 道の駅、サービスエリア                           |
| 581                      | 9月3日                   | 絶品の味を"技術"で安く!                                                           | 近畿大学水産研究所                               |
| 582                      | 9月10日                  | 驚きの大変貌!コンビニの今                                                         | コンビニ                                         |
| 583                      | 9月17日                  | "中古"で実現!自分好みのマイホーム                                                 | 中古住宅、リノベる                               |
| 584                      | 9月24日                  | 町が...村が...自ら稼ぐ! 〜地方再生!驚きの最新手法〜                               | 上勝町、北山村・山崎製パン                       |
| 585                      | 10月1日                  | 眠れる"お宝"買い取ります!                                                         | 中古品                                           |
| 586                      | 10月8日                  | 世界が絶賛!職人が生んだ驚きの新商品                                               | ナイフ、羽衣                                     |
| 587                      | 10月15日                 | "本物の日本食"を世界へ                                                            | 日本食                                           |
| 588                      | 10月22日                 | 救える命を救いたい... 〜執念の技術者が生んだ画期的な装置〜                        | エアボート                                       |
| 589                      | 10月29日                 | 今こそ"殻"をやぶれ!〜人材活用の最新手法〜                                         |                                                  |
| 590                      | 11月5日                  | "不屈の町工場"新たなる挑戦!                                                       | 日本の中小企業                                   |
| 591                      | 11月19日                 | 女性技術者が現場を変える!!                                                        | エストロラボ等                                   |
| 592                      | 11月26日                 | 世界を救う...町工場の医療技術                                                     | 町工場                                           |
| 593                      | 12月3日                  | 目立たぬ"ご当地"をブランドに!                                                     | 日本の市町村                                     |
| 594                      | 12月10日                 | どうすればいいのか？ニッポンの農業                                                | 全中、全農、JAグループ                           |
| 595                      | 12月17日                 | 新興国を切り拓く!独自の手法                                                       | 東南アジア、アフリカの新興国                     |
| 596                      | 12月24日                 | 激突!巨大ショッピングモール                                                       | イオンモール幕張新都心、ららぽーとTOKYO-BAY      |

### 2014年（平成26年）
| 2014年の放送ラインナップ | 2014年の放送ラインナップ | 2014年の放送ラインナップ                                            | 2014年の放送ラインナップ                                 |
| 回数                     | 放送日                   | サブタイトル                                                        | 人物・企業・商品など                                     |
| ------------------------ | ------------------------ | ------------------------------------------------------------------- | -------------------------------------------------------- |
| 597                      | 1月7日                   | ニッポンの食材... "本当の良さ"を海外へ!                             | 和食                                                     |
| 598                      | 1月14日                  | ここまで来た"宅配"! 年末年始の陣                                    | 宅配                                                     |
| 599                      | 1月21日                  | 検証!食品表示の偽装                                                 | 食品偽装                                                 |
| 600                      | 1月28日                  | 外国人客が殺到!真冬のホテル戦争                                     | プリンスホテル 他                                        |
| 601                      | 2月4日                   | 人が足りない..."外食"驚きの一手!                                    | 外食産業                                                 |
| 602                      | 2月11日                  | シリーズ「働き方が変わる」第7弾 人の役に立ちたい!第二の人生         | 老後の労働                                               |
| 603                      | 2月18日                  | ローカル路線を救う! 驚きの手法                                      | いすみ鉄道・井笠バス                                     |
| 604                      | 2月25日                  | 客を呼ぶ!新時代の"接客"                                             | コジマ、ハンズマン、東急ハンズ                           |
| 605                      | 3月4日                   | "廻る"回転寿司サバイバル                                            | 回転寿司                                                 |
| 606                      | 3月11日                  | シリーズ「復興への道」第16章 被災地に"働く場"を...                  | 農業                                                     |
| 607                      | 3月18日                  | 古きものに"新たな魅力"を                                            | 建物                                                     |
| 608                      | 3月25日                  | 若き職人の新たなる挑戦!                                             | 伝統産業                                                 |
| 609                      | 4月1日                   | 消費増税"狂想曲" 〜潜入!価格決定の裏側〜                            | デニーズ・イズミ（ゆめタウン）・価格転嫁Gメン            |
| 610                      | 4月8日                   | ニッポン式システムが世界を変える                                    | NOMADS・BMCインターナショナル・セコム                    |
| 611                      | 4月15日                  | 枯れてたまるか 〜老後の常識が変わる〜                               | 稲毛SC                                                   |
| 612                      | 4月22日                  | 羽田が変わる! 空の旅が変わる!                                       | 東京国際空港                                             |
| 613                      | 4月29日                  | 急増する"おひとり様" 知られざる巨大市場                             | ウィナーズ・トリッピース                                 |
| 614                      | 5月6日                   | 客をつかむ!独自の戦略 ホームセンターの今                            | アイリスオーヤマ                                         |
| 615                      | 5月13日                  | 高くても売れる! 〜今こそ客を呼ぶ魅力商品とは〜                      | 大丸・イトーヨーカドー・デニーズ                         |
| 616                      | 5月20日                  | あなたの家を魅力的に! 驚きの住宅技術                                | サンゲツ・文化シヤッター                                 |
| 617                      | 5月27日                  | 今こそ"都心"を攻めろ 〜スーパー&ストア 驚きの新戦略〜               | 成城石井、多慶屋                                         |
| 618                      | 6月3日                   | 今を生き抜く! 共同戦線                                              | ファミリーマート、第一興商、三越伊勢丹ホールディングス   |
| 619                      | 6月10日                  | 今までにない"調理家電"を作れ! 〜フィリップス・シャープ 開発の裏側〜 | フィリップス、シャープ                                   |
| 620                      | 6月24日                  | 常識を覆して売る! 老舗の逆襲                                        | WASARA、西村金属                                         |
| 621                      | 7月1日                   | 画期的アイデアが人気農産物を生む!                                   | 農業                                                     |
| 622                      | 7月8日                   | "逆転の発想"で客を呼ぶ!                                             | コスモス・ベリーズ、オジコ                               |
| 623                      | 7月15日                  | "働くママ"新時代 〜仕事と子育て…どう両立させるか?〜                 | アズママ                                                 |
| 624                      | 7月22日                  | 拡大スペシャル "接客革命"始まる!                                    | ローソン、広畑センチュリー病院、近畿タクシー             |
| 625                      | 7月29日                  | "和牛（WAGYU）" その知られざる真相                                  | 宮崎牛、佐賀牛                                           |
| 626                      | 8月5日                   | 驚きの進化を続ける!"道の駅"                                         | 阪急交通社、道の駅よしうみいきいき館、道の駅ソレーネ周南 |
| 627                      | 8月12日                  | ニッポンの"キンキン"を世界へ!                                       | 小久保製氷冷蔵                                           |
| 628                      | 8月19日                  | ありえない場所で… "絶品の味"を作る!                                 | メビオール                                               |
| 629                      | 8月26日                  | 過酷な現場を"ラク"にする!驚きの最新技術                             | 安原工業、辰巳商会、空調服                               |
| 630                      | 9月2日                   | 走れ!ローカル路線バス〜地域の足を守る切り札とは!?〜                 | イーグルバス、しずてつジャストライン                     |
| 631                      | 9月9日                   | 今こそ、ニッポンで作る!                                             | 木和田正昭商店、ファクトリエ                             |
| 632                      | 9月16日                  | ようこそニッポン企業へ〜アジアからグローバル人材獲得〜              | 日経HR、力の源カンパニー 他                              |
| 633                      | 9月23日                  | もう泣き寝入りはしない!〜立ち上がった"働く若者たち"〜               |                                                          |
| 634                      | 9月30日                  | シリーズ「復興への道」第17章〜福島の未来のために…〜                 | 福島県南相馬市小高区                                     |
| 635                      | 10月7日                  | 世界を喜ばす!ニッポンのお菓子                                       |                                                          |
| 636                      | 10月14日                 | こうして"ふるさと"救います!〜地方再生の新たな手法〜                 |                                                          |
| 637                      | 10月21日                 | "食の安全"を守る!驚きの仕組み                                       |                                                          |
| 638                      | 10月28日                 | 今こそ、"主婦力"で売る!                                             |                                                          |
| 639                      | 11月4日                  | ニッポンの"宝の山"を生かす!                                         | 林業                                                     |
| 640                      | 11月11日                 | シリーズ「働き方が変わる」第9弾 社内の"見えない壁"をぶち壊せ!       | JTB、キューアンドエー                                    |
| 641                      | 11月18日                 | 今こそ、若手職人を育てる!                                           | 大林組、平成建設                                         |
| 642                      | 11月25日                 | 今までにない"モール"を作れ!                                         | グランツリー武蔵小杉、グンゼタウンセンター つかしん      |
| 643                      | 12月2日                  | 魚の常識を変える!外食革命                                           | 回転寿司店                                               |
| 644                      | 12月9日                  | ニッポンの"雑貨"を世界へ!                                           | 雑貨店                                                   |
| 645                      | 12月16日                 | 世界の"巨大セール"を狙え!                                           | 無印良品、アリババグループ                               |
| 646                      | 12月23日                 | 今こそ、店舗大改革!                                                 | がんこ寿司、ユニクロ                                     |

### 2015年（平成27年）
| 2015年の放送ラインナップ | 2015年の放送ラインナップ | 2015年の放送ラインナップ                                    | 2015年の放送ラインナップ                          |
| 回数                     | 放送日                   | サブタイトル                                                | 人物・企業・商品など                              |
| ------------------------ | ------------------------ | ----------------------------------------------------------- | ------------------------------------------------- |
| 647                      | 1月6日                   | 魚の価値を高める! 驚きの技術                                | マーズカンパニー、日本通運、シースノー（Sea Snow) |
| 648                      | 1月13日                  | 世界が絶賛!ニッポン"こだわりの食"                           | 伊藤農園、甲州ワイン、白いちご（雪うさぎ）        |
| 649                      | 1月20日                  | 企業の"埋もれた技術"を活かせ!                               | 富士通、キングジム                                |
| 650                      | 1月27日                  | いま、レジャー施設が大変貌!                                 | ラグーナテンボス                                  |
| 651                      | 2月3日                   | 回転寿司...驚きの新業態!                                    | スシロー、がってん寿司                            |
| 652                      | 2月10日                  | "ニッポン製"の逆襲が始まる!                                 | 二宮五郎商店、シタテル                            |
| 653                      | 2月17日                  | ニッポンの"カフェ" 新時代!                                  | ネスレ日本                                        |
| 654                      | 2月24日                  | 世界を駆ける! ニッポンの"医療技術"                          | アクシオヘリックス                                |
| 655                      | 3月3日                   | 売れる地域スーパー!驚きの新戦略                             | いちやまマート、やまひこ、とくし丸                |
| 656                      | 3月10日                  | シリーズ 復興への道 第18章 "知られざる特産品"に光を!        | アカモク、気仙椿                                  |
| 657                      | 3月17日                  | なぜ世界で人気!?ニッポンの"中古"                            | 中古品                                            |
| 658                      | 3月24日                  | "子育てママ"を救うと... ニッポンが変わる!                   | 病院、一般社団法人ドゥーラ協会                    |
| 659                      | 3月31日                  | 新幹線が拓く! 新たな挑戦                                    | 北陸新幹線                                        |
| 660                      | 4月7日                   | 世界では無名... どう"ブランド化"するか？                    | エアウィーヴ、ジャパンブルー                      |
| 661                      | 4月14日                  | 今、"日本のランチ"が大変貌!                                 | ランチ                                            |
| 662                      | 4月21日                  | いま、地域革命が始まる!                                     | バイオマス発電                                    |
| 663                      | 4月28日                  | ホンダ..."空"への挑戦!〜独占取材!ジェット機開発の裏側〜     | ホンダジェット                                    |
| 664                      | 5月5日                   | 隠れた〝こだわりの菓子〟 驚きの販売手法!                    | 菓子メーカー                                      |
| 665                      | 5月12日                  | “かまど炊き”を超えろ! 〜炊飯器 開発競争の裏側〜             | パナソニック、愛知ドビー                          |
| 666                      | 5月19日                  | 今こそ、“植物”で人を呼ぶ!                                   | 花宇(西畠清順)、日比谷花壇                        |
| 667                      | 5月26日                  | "捨てられるモノ"が画期的な商品に変わる!                     | 廃棄物                                            |
| 668                      | 6月9日                   | 独占取材! "シャープ危機"...再生への闘い                     | シャープ                                          |
| 669                      | 6月16日                  | シリーズ 働き方が変わる 第10弾 "得意"で稼ぐ!                | ハンドメード市場                                  |
| 670                      | 6月23日                  | 快進撃スーパーの裏側 驚きの人材力!                          | エブリイ、佐竹食品                                |
| 671                      | 6月30日                  | 新たな地域密着戦略が始まる!                                 | セブンイレブン、JTB                               |
| 672                      | 7月7日                   | 〝食の信頼〟回復への道                                      | マルハニチロ                                      |
| 673                      | 7月14日                  | それでも働き続けたい... 〜認知症と仕事...両立できる新時代〜 | 認知症                                            |
| 674                      | 7月21日                  | プロ経営者は会社を変えるか？                                | タカラトミー、天竜精機                            |
| 675                      | 7月28日                  | 逆境の技術者... 異分野への挑戦!                             | 富士通、サクラクレパス                            |
| 676                      | 8月4日                   | 新"ロボット革命"、始まる                                    | ロボット                                          |
| 677                      | 8月11日                  | 地方を変える!新たな水族館・博物館                           | 水族館、博物館                                    |
| 678                      | 8月18日                  | "意外なコラボ"が...これまでにない商品を作る!                | 全日空                                            |
| 679                      | 8月25日                  | 世界に広がる! ニッポン"本物の味"                            | 日本食                                            |
| 680                      | 9月1日                   | 日本の技術で世界を救う!新ベンチャーの底力                   | 電動三輪車                                        |
| 681                      | 9月8日                   | タクシー頂上決戦                                            | 日本交通、国際自動車                              |
| 682                      | 9月15日                  | "お国柄"に商機あり! 〜訪日外国人の新たな攻略法〜            | インバウンドビジネス                              |
| 683                      | 9月22日                  | "外食革命"は輸出できるか？                                  | 外食産業                                          |
| 684                      | 9月29日                  | 新たな〝リサイクル〟がやって来た!                           | リサイクル市場                                    |
| 685                      | 10月6日                  | 「貸す」と「借りる」の新時代〜進化するレンタルビジネス〜    | レンタル事業                                      |
| 686                      | 10月13日                 | 意外なところに外国人...新ビジネス現る!                      | 日本のサービス業                                  |
| 687                      | 10月20日                 | 再び"ニッポン製"で攻める!                                   | 日本製（国内回帰）                                |
| 688                      | 10月27日                 | ニッポンの食材に"新たな価値"を                              | 日本の食品業界                                    |
| 689                      | 11月3日                  | "新たな農業"始めました!                                     | 日本の農業                                        |
| 690                      | 11月10日                 | ご当地ブランド"売り出します!                                | 地方創生                                          |
| 691                      | 11月17日                 | "鮮度"を運ぶ!                                               | 鮮度保持技術                                      |
| 692                      | 11月24日                 | "町工場"を継ぐ!若き挑戦者たち                               | ものづくり                                        |
| 693                      | 12月1日                  | "庶民の味"を確保する!〜サンマ、タコ...世界争奪戦〜          | サンマ、タコ                                      |
| 694                      | 12月8日                  | "よそ者"は老舗を救えるか？                                  | 老舗                                              |
| 695                      | 12月15日                 | 〝うまくて安い〟を極める!                                   | 外食産業                                          |
| 696                      | 12月22日                 | シリーズ「働き方が変わる!」第11弾 "知らない町"で生きる!     | 高知県、浜田市                                    |

### 2016年（平成28年）
| 2016年の放送ラインナップ | 2016年の放送ラインナップ | 2016年の放送ラインナップ                                              | 2016年の放送ラインナップ                     |
| 回数                     | 放送日                   | サブタイトル                                                          | 人物・企業・商品など                         |
| ------------------------ | ------------------------ | --------------------------------------------------------------------- | -------------------------------------------- |
| 697                      | 1月5日                   | "伝統の味"を打ち破る!                                                 | 納豆、佃煮                                   |
| 698                      | 1月12日                  | いつもの"売り場"が大変貌!                                             | イオンリテール（イオンスタイル）、ヤマダ電機 |
| 699                      | 1月19日                  | 崖っぷち"町工場"の逆襲!                                               | 町工場                                       |
| 700                      | 1月26日                  | 新たな"食材争奪戦"ニッポン式で挑む!                                   | マグロ、レタス                               |
| 701                      | 2月2日                   | "未知なる日本"で客を呼ぶ!                                             | 飲食業、商業                                 |
| 702                      | 2月9日                   | 密着!会社と闘う者たち 〜"長時間労働"をなくすために〜                  | ドン・キホーテ、引越社、ブラック企業         |
| 703                      | 2月16日                  | "カリスマ創業者"との決別                                              | 大塚家具、ジャパネットたかた                 |
| 704                      | 2月23日                  | 見たことのない商品で〝復活〟町工場の挑戦                              | 町工場                                       |
| 705                      | 3月1日                   | シリーズ「復興への道」第19章 福島の明日につなぐ                       | 福島県                                       |
| 706                      | 3月8日                   | "革命児"が家電を変える!                                               | 家電メーカー                                 |
| 707                      | 3月15日                  | "大学革命"はじまる!                                                   | 大学                                         |
| 708                      | 3月22日                  | シリーズ 働き方が変わる 第12弾 "安定"を棄ててでも...                  | 就職活動                                     |
| 709                      | 3月29日                  | "レジャー施設"新たな戦い                                              | レジャー施設                                 |
| 710                      | 4月5日                   | "ニッポンの宿"新時代                                                  | 民泊                                         |
| 711                      | 4月12日                  | 負けない町工場の〝法則〟                                              | 山本電気、横山興業                           |
| 712                      | 4月19日                  | 負けない町工場の"法則"第2弾 〜独自ブランドで海外挑戦 その後...        | 中小企業のものづくり                         |
| 713                      | 4月26日                  | どこから買う？我が家の"電気"                                          | 電力自由化                                   |
| 714                      | 5月3日                   | 保育園落ちた...どうする日本？ 〜"働きたいママ"を救うには〜            | 保育園、待機児童                             |
| 715                      | 5月10日                  | あなたの食卓が変わる!驚きの仕組み                                     | 羽田鮮魚センター                             |
| 716                      | 5月17日                  | 育て! 会社を背負う者たち                                              |                                              |
| 717                      | 5月24日                  | 捨てるの待った!〜新たな"リサイクル"の幕開け〜                         | リサイクル                                   |
| 718                      | 5月31日                  | ニッポン製"再起"に挑む!                                               | 日本製                                       |
| 719                      | 6月7日                   | 熊本に生きる!                                                         | 熊本県                                       |
| 720                      | 6月14日                  | オンリーワン商品で"本場"に挑む!                                       | ビール                                       |
| 721                      | 6月21日                  | 新たな"プロ"の育て方                                                  | 大和製作所                                   |
| 722                      | 6月28日                  | サラリーマン人生で"得たもの"を活かせ!                                 | 中小企業                                     |
| 723                      | 7月5日                   | シリーズ「働き方が変わる」第13弾 人生、"再挑戦"から!                  | 投資ファンド                                 |
| 724                      | 7月12日                  | リオで勝つ! 〜スポーツメーカー水面下の攻防〜                          | スポーツメーカー                             |
| 725                      | 7月19日                  | どう伝える？ "我が社"の魅力                                           | 宣伝                                         |
| 726                      | 7月26日                  | 自分の力で歩きたい...〜患者を救う"極めた技術"〜                       | 医療技術                                     |
| 727                      | 8月2日                   | 食卓の常識を変える"新食材"                                            | ウナギ                                       |
| 728                      | 8月9日                   | リメークで生まれ変わる! 日本の〝伝統〟                                | 着物                                         |
| 729                      | 8月16日                  | 新時代の"ニッポン観光"始まる!                                         | せとうちSEAPLANES、ノオト                    |
| 730                      | 8月23日                  | "絶品の味"・・・新たな争奪戦                                          | ウニ、マグロ                                 |
| 731                      | 8月30日                  | メダルを支えた男たち!                                                 | 五輪                                         |
| 732                      | 9月6日                   | 我が家の"価値" どう守る？                                             | 住宅                                         |
| 733                      | 9月13日                  | 消すな職人技!生き残りの秘策                                           | アパレル業界                                 |
| 734                      | 9月20日                  | "自動運転"がやって来た!                                               | 自動運転技術                                 |
| 735                      | 9月27日                  | シリーズ「働き方が変わる」第14弾今こそ、社員を鍛える!                 | 労働                                         |
| 736                      | 10月4日                  | ニッポンの〝味〟で世界の食を変える!                                   | 日本食                                       |
| 737                      | 10月11日                 | "デフレ再燃？"新サバイバル                                            | ニトリ、すかいらーく、西友、かっぱ寿司       |
| 738                      | 10月18日                 | 食の常識を変える!凍らせてナゼうまい                                   | 冷凍食品                                     |
| 739                      | 10月25日                 | 医療現場を救う! 町工場の〝技〟                                        | 医療                                         |
| 740                      | 11月1日                  | 女性の"チームワーク"が地方を変える！ シリーズ ｢働き方が変わる｣ 第15弾 |                                              |
| 741                      | 11月8日                  | 攻める!日本のコメ                                                     | コメ                                         |
| 742                      | 11月15日                 | "知られざる"うまい魚を届ける! ～漁業を救う新手法～                    | 輸送                                         |
| 743                      | 11月22日                 | 巨大"規制"に挑む!〜明かされる「バター不足」の闇〜                     | バター                                       |
| 744                      | 11月29日                 | 新時代を行く!「企業城下町」                                           |                                              |
| 745                      | 12月6日                  | 今こそ、地元の"助っ人"に!～地域の銀行マン・信金マン～                 | 大阪シティ信用金庫、但馬銀行 他              |
| 746                      | 12月13日                 | "冬の味覚"に異状あり!〜カニ・サバ...知られざる危機〜                  |                                              |
| 747                      | 12月20日                 | 密着!「築地」7ヵ月 ～移転問題...そして新たな挑戦～                    | 築地、豊洲                                   |

### 2017年（平成29年）
| 2017年の放送ラインナップ | 2017年の放送ラインナップ | 2017年の放送ラインナップ                                                                                     | 2017年の放送ラインナップ                                                            |
| 回数                     | 放送日                   | サブタイトル                                                                                                 | 人物・企業・商品など                                                                |
| ------------------------ | ------------------------ | --- | ----------------------------------------------------------------------------------- |
| 748                      | 1月10日                  | シリーズ「地方からの挑戦」① 異色の企業が 名産品をつくる!                                                     | ヤンマー、井上石灰工業                                                              |
| 749                      | 1月17日                  | シリーズ「地方からの挑戦」②"世にない商品"生み出す新手法                                                      | マクアケ、ツカダ、リンカーズ                                                        |
| 750                      | 1月24日                  | シリーズ「地方からの挑戦」③ "知らない町"で再出発                                                             | 遠野市、浜田市                                                                      |
| 751                      | 1月31日                  | 家電で"究極の味"をつくる!～新たな炊飯器・コーヒーメーカー～                                                  | バルミューダ、良品計画                                                              |
| 752                      | 2月7日                   | 消えゆく"伝統工芸"の逆襲!                                                                                    | 日吉屋                                                                              |
| 753                      | 2月14日                  | 暮らしに潜む"危機"を救う!～老朽インフラと闘う技術～                                                          | 特殊高所技術 他                                                                     |
| 754                      | 2月21日                  | その"便利"、必要ですか？〜追跡!「サービス激化」の裏側〜                                                      | 便利・Amazon・宅配便・ガスト・ウエルシア薬局                                        |
| 755                      | 2月28日                  | 外食の〝新勢力〟あらわる～快進撃の裏に秘策あり～                                                             | 外食産業                                                                            |
| 756                      | 3月7日                   | シリーズ復興への道 第20章 立ち上がる!若き担い手たち                                                          | フィッシャーマンジャパン、GRA                                                       |
| 757                      | 3月14日                  | 激戦!地域スーパーの乱                                                                                        | サンピットバリュー、きむら、フレスタ                                                |
| 758                      | 3月21日                  | テーマパーク "春の陣"!                                                                                       | レゴランド、ハウステンボス                                                          |
| 759                      | 3月28日                  | 日本初の"宝の食材"を生み出す                                                                                 | RBCコンサルタント（津山青うなぎ）、ジャパンキャビア（宮崎キャビア）                 |
| 760                      | 4月4日                   | "金の卵"を確保する! 〜熱い就職戦線2017〜                                                                     | 知るカフェ、日本ガイシ、東京都立六郷工科高等学校・極東精機製作所                    |
| 761                      | 4月11日                  | 業界の〝巨人〟に挑む!                                                                                        | アダストリア、Bsize                                                                 |
| 762                      | 4月18日                  | 激突!"トランプ"vs 日本企業                                                                                   | ドナルド・トランプ、事業革新パートナーズ･エムエス製作所、益子焼                     |
| 763                      | 4月25日                  | "ふるさと復活"に賭ける! ～熊本に生きる人々～                                                                 | 蘇山郷、阿蘇プラザホテル、阿蘇牧場、豆の木、スーパーウーマンプロジェクト            |
| 764                      | 5月2日                   | 進化を続ける「道の駅」                                                                                       | 道の駅おばあちゃん市・山岡、道の駅発酵の里こうざき、道の駅うつのみや ろまんちっく村 |
| 765                      | 5月9日                   | 人生、最期まで〝我が家〟で... 〜家族で向き合う「在宅医療」〜                                                 | 祐愛会織田病院、いしが在宅ケアクリニック                                            |
| 766                      | 5月16日                  | どう働く?"人生100年"時代〜15周年企画 ニッポン転換のとき〜                                                    | サイボウズ、エンファクトリー、ランサーズ                                            |
| 767                      | 5月23日                  | "残業"やめられますか? 〜15周年企画 ニッポン転換のとき 第二弾〜                                               | はるやま商事、フレスタ                                                              |
| 768                      | 6月6日                   | 〝東京〟を攻める!新たな挑戦者                                                                                | ミリオン、ゴリップ                                                                  |
| 769                      | 6月13日                  | 再び、巨大"規制"に挑む! 「ガイアの夜明け」15周年企画「ニッポン転換のとき」第三弾〜「バター不足」さらなる闇〜 | バター                                                                              |
| 770                      | 6月20日                  | ニッポン式"健康"を世界へ!                                                                                    | サンライズジャパンホスピタル、味の素                                                |
| 771                      | 6月27日                  | 若者が挑む!新〝特産品〟                                                                                      | ハピキラFACTORY 他                                                                  |
| 772                      | 7月4日                   | 本場に挑む!"木工の匠"たち                                                                                    | マルナオ、ミネルバ、細尾商店                                                        |
| 773                      | 7月11日                  | どこへ行く?ふるさと納税                                                                                      | 七尾市･伊那市・都城市                                                               |
| 774                      | 7月18日                  | "食の革命者"たち 〜「先人の知恵」で絶品を作る!〜                                                             | 越後雪室屋 他                                                                       |
| 775                      | 7月25日                  | 密着!会社と闘う者たち 第2弾                                                                                  |                                                                                     |
| 776                      | 8月1日                   | ニッポン転換のとき 第四弾 追跡!"絶望職場"の担い手たち                                                        | 玉田工業 他                                                                         |
| 777                      | 8月8日                   | "快適"技術で町工場が復活!                                                                                    | 高田耕造商店、浅野燃糸、スズキ機工                                                  |
| 778                      | 8月15日                  | "ふるさと職人"の逆襲                                                                                         | 西脇市（幡州織） 他                                                                 |
| 779                      | 8月22日                  | 〝常識破り〟で市場を拓く!                                                                                    | ゼンリン、タカラトミーアーツ、和せる                                                |
| 780                      | 8月29日                  | さらば、モーレツ社員!                                                                                        | リクルートマーケティングパートナーズ、丸協製薬                                      |
| 781                      | 9月5日                   | 異変の夏...”激闘”シェア争い!                                                                                 | キリンビール、森永製菓                                                              |
| 782                      | 9月12日                  | 大改革!"ニッポンの宿"                                                                                        | 大滝温泉･天城荘、リビタ                                                             |
| 783                      | 9月19日                  | どう生きる? "シングル"社会                                                                                   | セブンイレブン、R65不動産、畠経営グループ                                           |
| 784                      | 9月26日                  | 便利で快適!買い物革命                                                                                        | イオンリテール（イオンスタイルumie）、ジーユー、メガネスーパー                      |
| 785                      | 10月10日                 | シリーズ「激闘 シェア争い!」第2弾"中古品"の覇者 新たな戦い!                                                  | メルカリ、ブックオフコーポーレーション                                              |
| 786                      | 10月17日                 | 走れ!「レトロ」大作戦                                                                                        | ポジティブドリームパーソンズ、アチハ、東京急行電鉄                                  |
| 787                      | 10月24日                 | "鮮度"が命!驚きの技術                                                                                        | エバートロン、ハジー技研、                                                          |
| 788                      | 10月31日                 | 立ち向かう!物流"危機"                                                                                        | フジネット、トーエイ物流                                                            |
| 789                      | 11月7日                  | 百貨店はどう生きるか                                                                                         | 伊勢丹新宿店、Jフロイトリテイリング                                                 |
| 790                      | 11月14日                 | シリーズ「激変!ニッポンの消費」第2弾 食欲の秋を制する!〜おにぎりVSサンドイッチ〜                             | ローソン、紀ノ国屋、エブリー                                                        |
| 791                      | 11月21日                 | シリーズ「激変!ニッポンの消費」第3弾「進撃!スーパー戦国時代」                                                | 旬八青果店、ホクノー、スーパーサンシ                                                |
| 792                      | 11月28日                 | "陸の王者"を目指せ!                                                                                          | きぬや足袋、ナイキ                                                                  |
| 793                      | 12月5日                  | 結果を出す〝達人〟                                                                                           | RIZAPグループ 他                                                                    |
| 794                      | 12月12日                 | "絶望職場"を今こそ変える!                                                                                    | 外国人技能実習生                                                                    |
| 795                      | 12月19日                 | 誰が支える?食卓の"真実"                                                                                      | デザミス、オプティム                                                                |
| 796                      | 12月26日                 | 追跡!マネーの"魔力"                                                                                          | 許永中、レオパレス21、折口雅博                                                      |

### 2018年（平成30年）
| 2018年の放送ラインナップ | 2018年の放送ラインナップ | 2018年の放送ラインナップ                                                | 2018年の放送ラインナップ                                            |
| 回数                     | 放送日                   | サブタイトル                                                            | 人物・企業・商品など                                                |
| ------------------------ | ------------------------ | ----------------------------------------------------------------------- | ------------------------------------------------------------------- |
| 797                      | 1月9日                   | 新春!回転寿司ウォーズ                                                   |                                                                     |
| 798                      | 1月16日                  | 金融維新 さらば銀行!?                                                   | メガバンク、クラウドクレジット                                      |
| 799                      | 1月23日                  | 冬のリゾート 集客作戦!                                                  | 星野リゾート奥入瀬渓流ホテル、雪国観光圏                            |
| 800                      | 1月30日                  | 「不自由」が価値を生む!〜“車イス社長”の挑戦〜                           | ミライロ                                                            |
| 801                      | 2月6日                   | 後悔しない"供養"                                                        | 鎌倉自宅葬儀社 他                                                   |
| 802                      | 2月13日                  | 光と影...「民泊」新時代!                                                | ホームアウェイ、百戦錬磨                                            |
| 803                      | 2月20日                  | 夢を拓く!ニッポンの〝島″                                                | ファームスズキ、江島さとや                                          |
| 804                      | 2月27日                  | 下町ボブスレーの"真実"                                                  | 下町ボブスレーネットワークプロジェクト                              |
| 805                      | 3月6日                   | ニッポン転換のとき〜住宅編『中古』に価値がある!〜“新築信仰”に挑む〜     | カチタス、ビルディングセンタージャパン                              |
| 806                      | 3月13日                  | シリーズ ニッポン転換のとき 追跡!食品ロスとの闘い                       | コークッキング、ブラウンシュガーファースト                          |
| 807                      | 3月20日                  | "外食王"新たな戦い!                                                     | 外食産業                                                            |
| 808                      | 3月27日                  | "内装"市場を攻める!                                                     | 平安伸銅工業、みはし、ジャパンブルー                                |
| 809                      | 4月3日                   | シリーズ ニッポン家電の逆襲①「新参者」の挑戦                            | シロカ                                                              |
| 810                      | 4月17日                  | シリーズ ニッポン家電の逆襲②「ベテラン」の革命                          | サウンドファン                                                      |
| 811                      | 4月24日                  | 究極を超える 〜独占!高級時計戦争〜                                      | セイコー、ウブロ                                                    |
| 812                      | 5月1日                   | どうする?ローカル鉄道                                                   | 三江線、JR北海道、平成筑豊鉄道                                      |
| 813                      | 5月8日                   | 東京"新名所"ウォーズ                                                    | 三井不動産、有隣堂                                                  |
| 814                      | 5月15日                  | コーヒー 新サバイバル!                                                  | コーヒー                                                            |
| 815                      | 5月22日                  | もう一つの働き方改革                                                    | 就労継続支援Ａ型事業所、仙拓                                        |
| 816                      | 5月29日                  | マネーの魔力2                                                           | スマートデイズ、レオパレス                                          |
| 817                      | 6月5日                   | 発掘!"新たな資源"                                                       | 神奈川県水産技術センター、TBM                                       |
| 818                      | 6月12日                  | 日本を救う!?中国マネー                                                  | MARK STYLER、ホテルみかわ                                           |
| 819                      | 6月19日                  | "新・食材"で起死回生!                                                   | ヤンマー、アイル                                                    |
| 820                      | 6月26日                  | 華麗なるカレー戦争〜シリーズ「外食王」第2弾〜                           | 外食産業                                                            |
| 821                      | 7月3日                   | 進化を続ける道の駅2 〜民間パワーで客を呼ぶ!驚きの仕掛け〜               | 道の駅木更津 うまくたの里、道の駅丹後王国「食のみやこ」、道の駅清川 |
| 822                      | 7月10日                  | "異端"が作る ニッポンの宿                                               | 菊水、京阪ホテルズ&リゾーツ                                         |
| 823                      | 7月17日                  | 外食王3 〜追跡!異次元サバイバル〜                                       | 外食産業                                                            |
| 824                      | 7月24日                  | 「余った服」で「福」が来る!                                             | ショーイチ、ウィファブリック、ビームス                              |
| 825                      | 7月31日                  | "奇跡の糸"が世界を変える                                                | ミツフジ                                                            |
| 826                      | 8月7日                   | 再発見!新・ニッポンの旅                                                 | Peach Aviation、京浜急行電鉄                                        |
| 827                      | 8月14日                  | 巨大規制に挑む! 〜バターの闇 新たな戦い〜                               | MMJ                                                                 |
| 828                      | 8月21日                  | 異変!ニッポンの魚 〜進化する漁業の挑戦〜                                | 漁業                                                                |
| 829                      | 8月28日                  | 独占!復活のシャープ                                                     | シャープ                                                            |
| 830                      | 9月4日                   | 始まる!水"革命"                                                         | 宮本製作所、WOTA                                                    |
| 831                      | 9月11日                  | フェリーでGO!                                                           | 太平洋フェリー、四国開発フェリー他                                  |
| 832                      | 9月18日                  | 地震に負けない!革新技術                                                 | 大京、小松精練                                                      |
| 833                      | 9月25日                  | シリーズ あなたにファッション革命①ZOZOの野望                            | ZOZO                                                                |
| 834                      | 10月2日                  | シリーズ あなたにファッション革命② 輝く!大人ファッション                | 三越日本橋本店、ドゥクラッセ                                        |
| 835                      | 10月9日                  | あなたにファッション革命!③ 美しき下着戦争                               | ユニクロ、トリンプ、ブラデリス、ナオランジェリー                    |
| 836                      | 10月16日                 | 東京新名所ウォーズ②日本橋を変える！髙島屋の野望                         | 高島屋                                                              |
| 837                      | 10月23日                 | 「どうする？ ニッポンの電力」〜「再生可能エネルギー」知られざる“裏側”〜 | エンブルー、チャレナジー                                            |
| 838                      | 10月30日                 | 外食王4 どん底から起死回生!                                             | 外食産業                                                            |
| 839                      | 11月6日                  | シリーズ 東京新名所ウオーズ第3弾 豊洲へ!男たちの闘い                    |                                                                     |
| 840                      | 11月13日                 | 〜シリーズ「東京新名所ウォーズ」第4弾〜上野、深川 下町チャレンジ!       | 野村不動産、深川ワイナリー東京                                      |
| 841                      | 11月20日                 | シリーズ 追跡!日の丸プロジェクト（1）国産ジェット 復活への闘い          | 三菱航空機（MRJ）                                                   |
| 842                      | 11月27日                 | 追跡!日の丸プロジェクト（2）「稼げる！驚きの"野菜"革命」                | グリーンリバーホールディングス                                      |
| 843                      | 12月4日                  | ホームセンター 新時代!                                                  | アークランドサカモト、カインズ                                      |
| 844                      | 12月11日                 | シリーズ「外食王」第5弾 "超"進化!ラーメン新世紀                         | 外食産業                                                            |
| 845                      | 12月18日                 | がんの「超」早期発見に挑む! 〜日の丸ベンチャーの底力〜                  | HIROTSUバイオ、サリバテック                                         |
| 846                      | 12月25日                 | 緊急取材!"ゴーン失脚"の真相                                             | 日産自動車、カルロス・ゴーン                                        |

### 2019年（平成31年・令和元年）
| 2019年の放送ラインナップ | 2019年の放送ラインナップ | 2019年の放送ラインナップ                                                        | 2019年の放送ラインナップ                             |
| 回数                     | 放送日                   | サブタイトル                                                                    | 人物・企業・商品など                                 |
| ------------------------ | ------------------------ | ------------------------------------------------------------------------------- | ---------------------------------------------------- |
| 847                      | 1月8日                   | 決戦!「平成最後」の大商戦                                                       |                                                      |
| 848                      | 1月15日                  | "あなたのゴミ"その行方 〜迫る!「プラスチック危機」〜                            |                                                      |
| 849                      | 1月22日                  | 外食王6 〜“絶品”個人店の逆襲!〜                                                 | 外食産業                                             |
| 850                      | 1月29日                  | 新シリーズ ニッポン"新名所"ウォーズ 山のリゾート争奪戦!白馬の陣                 |                                                      |
| 851                      | 2月5日                   | マネーの魔力3                                                                   |                                                      |
| 852                      | 2月12日                  | あなたの"愛用品"その行方                                                        |                                                      |
| 853                      | 2月19日                  | あなたの土地・住まいも狙われる...〜「地面師」「ブラック家主」 驚きの手口〜      |                                                      |
| 854                      | 2月26日                  | シリーズ「命の現場」が危ない（1）働きすぎ...医者を救え!                         |                                                      |
| 855                      | 3月5日                   | シリーズ「さらば平成 君は夜明けを見たか（2）」会社は誰のものか?                 | 日産自動車、カルロス・ゴーン                         |
| 856                      | 3月12日                  | シリーズ「命の現場が危ない!」第2弾〜看護師・保育士 "絶望職場"を救え             |                                                      |
| 857                      | 3月19日                  | "ヒット商品"の 新・方程式!                                                      |                                                      |
| 858                      | 3月26日                  | シリーズ「さらば平成 君は夜明けを見たか（3）」 企業再生 決断のとき              |                                                      |
| 859                      | 4月2日                   | シリーズ「あなたにファッション革命（4）」進撃のワークマン！                     | ワークマン                                           |
| 860                      | 4月9日                   | シリーズ「あなたにファッション革命（5）」独占！ユニクロ革命の真実               | ユニクロ                                             |
| 861                      | 4月16日                  | シリーズ「さらば平成 君は夜明けを見たか（4）」 世界を救う！ニッポンの「超」技術 |                                                      |
| 862                      | 4月23日                  | シリーズ「さらば平成 君は夜明けを見たか（5）」"16年後"の新入社員                |                                                      |
| 863                      | 5月7日                   | 膨らむ!"食パン"戦国時代                                                         |                                                      |
| 864                      | 5月14日                  | 銀座を変える! "新参者"シリーズ 東京新名所ウオーズ 第5弾                         |                                                      |
| 865                      | 5月21日                  | "激震"ライザップ 復活の道                                                       |                                                      |
| 866                      | 6月4日                   | JAL ハワイ決戦！～シリーズ「激烈！航空戦争」前編～                              |                                                      |
| 867                      | 6月11日                  | ANA ハワイ進撃～シリーズ「激烈！航空戦争」後編～                                |                                                      |
| 868                      | 6月18日                  | 食品ロス、新たな闘い                                                            |                                                      |
| 869                      | 6月25日                  | 残業ゼロ!"幸せ食堂"物語 シリーズ「人生が変わる働き方!」(1)                      |                                                      |
| 870                      | 7月2日                   | 我らが創る!新たな"しごと" シリーズ「人生が変わる働き方!」 (2)                   |                                                      |
| 871                      | 7月9日                   | 壮快!ヘアサロン逆転物語 シリーズ「人生が変わる働き方!」(3)                      |                                                      |
| 872                      | 7月16日                  | 発掘!家の"隠れ資産" ～シリーズ「あなたの"愛用品"その行方」(2)～                 |                                                      |
| 873                      | 7月23日                  | "眠った服"の活かし方 ～シリーズ「あなたの"愛用品"その行方」(3)～                |                                                      |
| 874                      | 7月30日                  | 人生これから!あなたはどこに住む?                                                |                                                      |
| 875                      | 8月6日                   | 酷暑に立ち向かう!父と子の技術                                                   |                                                      |
| 876                      | 8月13日                  | 夏に温泉!?リゾート新時代 シリーズ「ニッポン"新名所"ウォーズ」(2)                |                                                      |
| 877                      | 8月20日                  | '何もない町'に人を呼ぶ! シリーズ「ニッポン"新名所"ウォーズ」(3)                 |                                                      |
| 878                      | 8月27日                  | 行くぞ!アウトドア大作戦 シリーズ「ニッポン"新名所"ウォーズ」(4)                 |                                                      |
| 879                      | 9月3日                   | 「肉」の王 戦国時代! ～「外食王」第7弾 ～                                       | 外食産業                                             |
| 880                      | 9月10日                  | 食欲の秋!惣菜・弁当の陣                                                         |                                                      |
| 881                      | 9月17日                  | 華麗なるカレー戦争 2                                                            |                                                      |
| 882                      | 9月24日                  | コンビニ 大変革時代 秋の拡大スペシャル                                          | セブンイレブン、ローソン、ファミリーマート           |
| 883                      | 10月1日                  | 新発見!「祭り」「古都」の魅力 ～シリーズ「変わる!ニッポンの旅」(1) ～           |                                                      |
| 884                      | 10月8日                  | 大人が楽しむ!進化する日本橋 シリーズ 東京新名所ウォーズ 第6弾                   |                                                      |
| 885                      | 10月15日                 | 争奪!“絶品”グランプリ ～新時代の農家“スター誕生”～                              |                                                      |
| 886                      | 10月22日                 | “癒しの秋旅”をあなたに! シリーズ変わる! ニッポンの旅2                           |                                                      |
| 887                      | 10月29日                 | 店はないけど 腕はある! ～料理人の新たな生き方～                                 |                                                      |
| 888                      | 11月5日                  | 消費税増税から1ヵ月…“大増税時代”を生き抜く道!                                   |                                                      |
| 889                      | 11月12日                 | 巨大台風から1ヵ月 被災者救う挑戦者たち                                          |                                                      |
| 890                      | 11月19日                 | 元気に歩く! 驚きのシューズ革命                                                  | アキレス、グンゼ                                     |
| 891                      | 11月26日                 | "脱プラスチック"に挑む! ～シリーズ「あなたの“ゴミ”その行方」(2)～               | レジ袋                                               |
| 892                      | 12月3日                  | 追跡! "マグロ激減"の謎                                                          |                                                      |
| 893                      | 12月10日                 | 残業を減らす! 45時間の壁 シリーズ「人生が変わる働き方」(4)                      | 大戸屋ホールディングス                               |
| 894                      | 12月17日                 | 町工場が食卓を変える!                                                           |                                                      |
| 895                      | 12月24日                 | 2019特別企画 "闘う現場"10年の軌跡                                               | 日産・リーフ、FOREVER 21、ハラスメント、シェアハウス |

### 2020年（令和2年）
| 2020年の放送ラインナップ | 2020年の放送ラインナップ | 2020年の放送ラインナップ                                          | 2020年の放送ラインナップ                                           |
| 回数                     | 放送日                   | サブタイトル                                                      | 人物・企業・商品など                                               |
| ------------------------ | ------------------------ | ----------------------------------------------------------------- | ------------------------------------------------------------------ |
| 896                      | 1月7日                   | 健康革命の挑戦者たち                                              | アデランス、東芝、HIROTSUバイオサイエンスなど                      |
| 897                      | 1月14日                  | "棄てない"闘い！ 〜食品ロス削減2020〜                             | 和民、ファミリーマート、スーパーみらべる、アイムライズなど         |
| 898                      | 1月21日                  | 謎の隣国...北朝鮮潜入〜経済制裁下で独自取材！〜                   |                                                                    |
| 899                      | 1月28日                  | 追跡！余った服の行方                                              | 小島ファッションマーケティング、カラーズ、ショーイチ、ワールドなど |
| 900                      | 2月4日                   | あなたを変える！"新・食生活"                                      | 筋肉食堂、ディライテッド、小平第六小学校、エピキュールなど         |
| 901                      | 2月11日                  | 父と娘のチョコレート戦記                                          | ダンデライオン・チョコレート、カカオ研究所、大正萬年堂など         |
| 902                      | 2月18日                  | 私は、持たない！〜「脱・大量消費」がニッポンを変える〜            | アリススタイル、ラクサスなど                                       |
| 903                      | 2月25日                  | シリーズ"外食王"第9弾「居酒屋 新時代！」                          | ミナデイン                                                         |
| 904                      | 3月3日                   | マネーを生む"家の整理"〜シリーズ「あなたの“愛用品“その行方」(4)〜 |                                                                    |
| 905                      | 3月10日                  | 見えない敵と闘う〜“新型コロナ”に立ち向かう企業〜                  | 2019新型コロナウイルス                                             |
| 906                      | 3月17日                  | 春の拡大スペシャル ゴミを宝に変える！ニッポンの技術               |                                                                    |
| 907                      | 3月24日                  | ニッポンの"食"を守る！〜コロナショックを乗り切れ〜                |                                                                    |
| 908                      | 3月31日                  | マネーの魔力4〜詐欺被害を撲滅！〜                                 |                                                                    |
| 909                      | 4月14日                  | 楽天の野望                                                        | 楽天                                                               |
| 910                      | 4月21日                  | 密着！緊急事態宣言 その後...                                      | 2019新型コロナウイルス、緊急事態宣言                               |
| 911                      | 4月28日                  | 未知のウィルスを知る！いま中国から日本が学ぶこと                  | 2019新型コロナウイルス                                             |
| 912                      | 5月5日                   | 新型コロナウイルスとの闘い 生き残れ！ニッポンの宿                 | 2019新型コロナウイルス                                             |
| 913                      | 5月12日                  | 知られざるアパレル戦争                                            | ワークマン                                                         |
| 914                      | 5月19日                  | 物流を止めるな！〜コロナで変わる宅配のカタチ〜                    | 2019新型コロナウイルス                                             |
| 915                      | 5月26日                  | コロナで学びを止めるな！〜休校でわかったニッポンの現実〜          | 2019新型コロナウイルス                                             |
| 916                      | 6月2日                   | 足りない医療用具を量産せよ！〜コロナ崩壊を防ぐ人たち〜            | 緊急事態宣言、2019新型コロナウイルス                               |
| 917                      | 6月9日                   | 全ての人に"自分らしい"最期を 〜コロナで変わるニッポン人の死生観〜 | 2019新型コロナウイルス                                             |
| 918                      | 6月16日                  | 必要なものをいま届けます！ 〜コロナ崩壊を防ぐ人たち(2)〜          | 2019新型コロナウイルス                                             |
| 919                      | 6月23日                  | 飲食店を救う"ドクター"に密着！ コロナ禍で定点観測                 | 2019新型コロナウイルス                                             |
| 920                      | 6月30日                  | "幸せ食堂"の365日 〜コロナで気づいた理想と現実〜                  | 2019新型コロナウイルス                                             |
| 921                      | 7月7日                   | コロナで激変！働く現場の行方                                      | 2019新型コロナウイルス                                             |
| 922                      | 7月14日                  | 進化する"キレイ"ビジネス 〜Withコロナでチャンスあり〜             | 2019新型コロナウイルス                                             |
| 923                      | 7月21日                  | 私が選ぶ！新しい働き方 コロナで激変 働く現場の行方2               | 2019新型コロナウイルス                                             |
| 924                      | 7月28日                  | コロナ大逆風...ニッポンの翼は今 〜密着JAL 緊迫の3ヵ月〜           | 2019新型コロナウイルス、日本航空                                   |
| 925                      | 8月4日                   | 新技術で猛暑を冷やせ！                                            |                                                                    |
| 926                      | 8月11日                  | 新たな挑戦...日本初の水族館を作る！                               |                                                                    |
| 927                      | 8月18日                  | いま 駅が最高の売り場に！                                         | グランスタ東京                                                     |
| 928                      | 8月25日                  | "ニッポンの旅"が生まれ変わる！                                    | 2019新型コロナウイルス                                             |
| 929                      | 9月1日                   | 便利で楽しく安全に！ 〜コロナで変わる小売りの現〜                 | 2019新型コロナウイルス                                             |
| 930                      | 9月8日                   | コロナとの戦いを諦めるな！                                        | 2019新型コロナウイルス                                             |
| 931                      | 9月15日                  | “新しき田舎”に泊まろう！                                          | 2019新型コロナウイルス                                             |
| 932                      | 9月22日                  | 今なら 会社買うでしょ! ～コロナで急増する個人M＆A～               | 2019新型コロナウイルス                                             |
| 933                      | 9月29日                  | 牛肉 新時代 ～目指すは美味くて安い!～                             | 2019新型コロナウイルス                                             |
| 934                      | 10月6日                  | “大戸屋”買収劇の真相 人気定食チェーンはなぜ狙われたのか?          | 2019新型コロナウイルス、大戸屋                                     |
| 935                      | 10月13日                 | ヤンキーを戦力に! ～新たな”働き手”発見～                          |                                                                    |
| 936                      | 10月20日                 | 台湾 奇跡のコロナ対策! ～ニッポンと一体 何が違ったのか?～         | 2019新型コロナウイルス                                             |
| 937                      | 10月27日                 | それ、棄てるの待った！ 〜食品ロス削減2020〜                       | 2019新型コロナウイルス                                             |
| 938                      | 11月3日                  | アスリートと共に戦う挑戦者たち 〜独占密着！2年間の軌跡〜          | 2019新型コロナウイルス、2020年東京オリンピック・パラリンピック     |
| 939                      | 11月10日                 | ユニクロ "世界初"への挑戦！                                       | ユニクロ                                                           |
| 940                      | 11月17日                 | コロナで変わる町と暮らし                                          | 2019新型コロナウイルス                                             |
| 941                      | 11月24日                 | これまでにない"雑貨"を作れ！                                      | 東急ハンズ                                                         |
| 942                      | 12月1日                  | いま"木造"が大変貌！ 〜新技術が家と街を変える〜                   |                                                                    |
| 943                      | 12月8日                  | これで俺が立て直す！ 〜コロナ禍の”リアル”に迫る〜                 | 2019新型コロナウイルス                                             |
| 944                      | 12月15日                 | ワクチン・治療薬の最前線 〜独占取材！新型コロナ“制圧の闘い”〜     | 2019新型コロナウイルス、ワクチン                                   |
| 945                      | 12月22日                 | 新時代の"絶品"グランプリ 〜コロナ禍に負けない生産者たち〜         | 2019新型コロナウイルス                                             |

### 2021年（令和3年）
| 2021年の放送ラインナップ | 2021年の放送ラインナップ | 2021年の放送ラインナップ                                       | 2021年の放送ラインナップ                         |
| 回数                     | 放送日                   | サブタイトル                                                   | 人物・企業・商品など                             |
| ------------------------ | ------------------------ | -------------------------------------------------------------- | ------------------------------------------------ |
| 946                      | 1月5日                   | もうゴミにはしない！ 〜脱プラスチック2021〜                    | レジ袋、テラサイクル                             |
| 947                      | 1月12日                  | コロナに負けない焼き鳥店 〜年末・年始の小さな物語〜            | 2019新型コロナウイルス、やきとり大吉             |
| 948                      | 1月19日                  | 町の問題..."住まい"で解決！                                    |                                                  |
| 949                      | 1月26日                  | 勃発！"空"を制する闘い 〜ドローン新時代がやってくる〜          |                                                  |
| 950                      | 2月2日                   | マイナスの世界へようこそ！ 〜コロナ禍で光る冷凍技術〜          | 2019新型コロナウイルス                           |
| 951                      | 2月9日                   | 独占取材！がんに立ち向かう ニッポンの最新技術                  | da Vinci                                         |
| 952                      | 2月16日                  | "異常気象"と共に生きる 〜気候の変化に対応せよ〜                |                                                  |
| 953                      | 2月23日                  | モッタイナイ 2021 〜今これ どうにかしよう！〜                  | ワンガリ・マータイ                               |
| 954                      | 3月2日                   | コロナで変わるホテル・旅館 〜その裏側を徹底取材〜              | 元谷外志雄 2019新型コロナウイルス                |
| 955                      | 3月9日                   | ニッポンの山は"宝の山"！？ 〜カネのなる木が生えている〜        |                                                  |
| 956                      | 3月16日                  | 今こそ"原点"！百貨店サバイバル 〜髙島屋・三越伊勢丹の新戦略〜  | 髙島屋、三越伊勢丹                               |
| 957                      | 3月23日                  | 会社が消えた...その時、あなたは？ 〜三洋電機“消滅”から10年〜   | 三洋電機、パナソニック                           |
| 958                      | 4月2日                   | 今こそ攻めろ！外食王 新たなる闘い                              | 日高屋、かつや                                   |
| 959                      | 4月9日                   | ワークマン 快進撃の裏で... 〜新王者が“失敗”から学んだ事〜      | ワークマン                                       |
| 960                      | 4月16日                  | 電車が変わる 駅が変わる！                                      | 2019新型コロナウイルス、JR東日本                 |
| 961                      | 4月23日                  | アイリスオーヤマ 強さの秘密を探る！                            | 2019新型コロナウイルス、アイリスオーヤマ         |
| 962                      | 4月30日                  | 頼みの綱は...美味しいパン！                                    |                                                  |
| 963                      | 5月7日                   | 冷凍食品の熱い闘い！                                           |                                                  |
| 964                      | 5月14日                  | コロナなのに...なぜ株高？ 〜いまマネーがあふれている〜         |                                                  |
| 965                      | 5月21日                  | アパレル サバイバル 〜コロナで激変！生き残るブランドは？〜     | 2019新型コロナウイルス                           |
| 966                      | 5月28日                  | レジャー戦線 異状アリ！ 〜今どきテーマパークの作り方〜         | 2019新型コロナウイルス                           |
| 967                      | 6月4日                   | がんを早期発見！ 命を救うニッポンの技術                        |                                                  |
| 968                      | 6月11日                  | コロナでもこだわりを！ 〜飲食店 “次”を見据えた闘い〜           | 2019新型コロナウイルス、ロイヤルホールディングス |
| 969                      | 6月18日                  | ニトリの 新たなる野望 〜独占密着！ホームセンター参入の舞台裏〜 | ニトリ                                           |
| 970                      | 6月25日                  | ワクチンの真実！ 〜日本と世界の国々を比べてみた〜              | COVID-19ワクチン                                 |
| 971                      | 7月2日                   | ニッポンが生きる道 シリーズ 脱炭素との戦い(1)                  | 脱炭素、グリーン革命、温室効果ガス               |
| 972                      | 7月9日                   | ゴミが"宝"に大変身！ 〜キーワードは「アップサイクル」〜        | アップサイクリング                               |
| 973                      | 7月16日                  | 新素材で作る！魔法の服と靴                                     | アパレルベンチャー                               |
| 974                      | 7月23日                  | 検証！ニッポンの水際対策                                       | 2019新型コロナウイルス                           |
| 975                      | 7月30日                  | ワクチンの真実2 〜独占！国産ワクチン開発 最前線〜              | COVID-19ワクチン                                 |
| 976                      | 8月13日                  | ANA 大逆風に立ち向かう 〜再生に向けた218日の記録〜             | ANAホールディングス                              |
| 977                      | 8月20日                  | 旅の常識が変わる！ 〜コロナで変わる旅行のカタチ〜              | JR東海                                           |
| 978                      | 8月27日                  | 日の丸スポーツメーカー もう一つの闘い                          | ミズノ                                           |
| 979                      | 9月3日                   | 外食危機... 女性リーダーの決断                                 | ドムドムハンバーガー                             |
| 980                      | 9月10日                  | "無印"がやってくる！ あなたの街にも...                         | 無印良品                                         |
| 981                      | 9月17日                  | コロナ禍でも出会いたい！                                       | 2019新型コロナウイルス                           |
| 982                      | 9月24日                  | ヒット商品 誕生前夜 〜あなたの「欲しい」を掘り起こす！〜       | カルビー、サンコー                               |
| 983                      | 10月1日                  | ニッポンの安全...取り戻せ！ 〜命を守る知られざる戦い〜         |                                                  |
| 984                      | 10月8日                  | 町工場 リボーン！ 〜日本の“ものづくり”激変〜                   | キャディ                                         |
| 985                      | 10月15日                 | withコロナ 日常を取り戻せ！                                    | 2019新型コロナウイルス、COVID-19ワクチン         |
| 986                      | 10月22日                 | "再出発"...助けます！ 〜コロナ禍サバイバル〜                   | 2019新型コロナウイルス                           |
| 987                      | 10月29日                 | "脱プラ"新たな主役たち                                         | 脱プラスチック                                   |
| 988                      | 11月5日                  | イオン 巨大企業の裏側 〜知られざるコラボ大作戦〜               | イオン                                           |
| 989                      | 11月12日                 | withコロナ繁盛店の新戦略 〜人気鮮魚チェーン「角上魚類」〜      | 角上魚類                                         |
| 990                      | 11月19日                 | 都会にサヨナラ 移住生活に密着！                                | 2019新型コロナウイルス                           |
| 991                      | 11月26日                 | "100円ショップ"新時代 〜いま 求められているモノとは？〜        | 100円ショップ                                    |
| 992                      | 12月3日                  | 売れない時代に"売らない店"の秘密                               | 松坂屋                                           |
| 993                      | 12月10日                 | こんな旅があったんだ！ 〜あなたも地方も元気になる〜            |                                                  |
| 994                      | 12月17日                 | ワクチンの真実 3 〜独占取材！“国産開発”の全貌〜                | COVID-19ワクチン                                 |
| 995                      | 12月24日                 | ホンダの生きる道 シリーズ「脱炭素」との戦い(2)                 | 本田技研工業                                     |

### 2022年（令和4年）
| 2022年の放送ラインナップ | 2022年の放送ラインナップ | 2022年の放送ラインナップ                                                             | 2022年の放送ラインナップ |
| 回数                     | 放送日                   | サブタイトル                                                                         | 人物・企業・商品など     |
| ------------------------ | ------------------------ | ------------------------------------------------------------------------------------ | ------------------------ |
| 996                      | 1月7日                   | 魚は"作る"時代へ！ 〜食卓の常識が変わる〜                                            |                          |
| 997                      | 1月14日                  | フードテックって何だ!? 〜誰でも美味しく作れる時代〜                                  |                          |
| 998                      | 1月21日                  | 世界が真っ暗に!?電気が消える日 〜電力ひっ迫の真相〜                                  |                          |
| 999                      | 1月28日                  | ローソンの生きる道 〜激変！コンビニ業界〜                                            | ローソン                 |
| 1000                     | 2月4日                   | 今こそ..."はずし"旅！                                                                |                          |
| 1001                     | 2月11日                  | 認知症と向き合う                                                                     |                          |
| 1002                     | 2月18日                  | 熱烈ファンを掴め! 〜ヒットの条件は"つながり"にあり〜                                 |                          |
| 1003                     | 2月25日                  | "届ける"を極める!                                                                    |                          |
| 1004                     | 3月4日                   | ワークマン 知られざる闘い                                                            | ワークマン               |
| 1005                     | 3月11日                  | 風が変わった!? 電力新時代                                                            |                          |
| 1006                     | 3月18日                  | もう"素通り"させない！ 〜「ちょっと寄りたい場所」見つけた〜                          |                          |
| 1007                     | 3月25日                  | うどん王知られざる野望 〜独占取材"丸亀製麺"の世界戦略〜                              |                          |
| 1008                     | 4月1日                   | ガイアが見つめた20年 そしてこれから・・・ 20周年拡大スペシャル                       | [ 注 12 ]                |
| 1009                     | 4月8日                   | ウクライナ危機 その時 日本は……                                                       |                          |
| 1010                     | 4月15日                  | 私が会社を変えるとき 〜50代も輝く働き方！〜                                          |                          |
| 1011                     | 4月22日                  | "憧れの味"を身近に! ｢安くて美味しい｣ 秘密を探る～                                    |                          |
| 1012                     | 4月29日                  | 今…なぜそこにホテル? 〜星野リゾート 前代未聞の挑戦〜                                 | 星野リゾート             |
| 1013                     | 5月6日                   | 合言葉は・・・"もう捨てない!"                                                        |                          |
| 1014                     | 5月13日                  | ドン・キホーテの生きる道 〜もっと尖った店をつくれ〜                                  | ドン・キホーテ           |
| 1015                     | 5月20日                  | 大変身!居酒屋 魚のプロになれ...                                                      |                          |
| 1016                     | 5月27日                  | ガイア20周年企画第2弾 世界に感謝される日本人 その後                                  |                          |
| 1017                     | 6月3日                   | その"弱み"を強みに変える!                                                            |                          |
| 1018                     | 6月10日                  | キレイの"裏側"～今だから…私はこう闘う!～                                             |                          |
| 1019                     | 6月17日                  | こんな町なら住んでみたい!                                                            |                          |
| 1020                     | 6月24日                  | 地方創生の切り札! 『道の駅』はいま ～勝ち組と負け組の分かれ目～ガイアが見つめた20年③ |                          |
| 1021                     | 7月1日                   | 誰が、いつ、どこで、どのように? ～『食品追跡』が価値を生む～                         |                          |
| 1022                     | 7月8日                   | 日韓…新時代なるか!? ～ビジネス再始動の現場～                                         |                          |
| 1023                     | 7月15日                  | 夏休み直前…飛べ! ウミガメ ～ANAハワイ定期便復活の舞台裏～                            | ANA                      |
| 1024                     | 7月22日                  | 町工場にドラマあり! “ガイアが見つめた20年” 第4弾                                     |                          |
| 1025                     | 7月29日                  | ただ今 コストコ拡大中!                                                               | コストコ                 |
| 1026                     | 8月5日                   | 崖っぷちサバイバル! ～大変貌で逆転～                                                 |                          |
| 1027                     | 8月12日                  | 変わる夏旅…地元でおもてなし                                                          |                          |
| 1028                     | 8月19日                  | 異端児 日本の危機に立ち向かう! 20周年企画第5弾                                       |                          |
| 1029                     | 8月26日                  | お宝"買い取り"新時代!                                                                |                          |
| 1030                     | 9月2日                   | 令和流…次世代の育て方                                                                |                          |
| 1031                     | 9月9日                   | 独占！業務スーパーの舞台裏 値上げとの戦い～                                          | 業務スーパー             |
| 1032                     | 9月16日                  | いまこそスイーツのチカラ！ シャトレーゼと街の名店～                                  | シャトレーゼ             |
| 1033                     | 9月30日                  | 日本航空JALはいま… 稲盛改革を継ぐ者たち～ ガイア20周年企画 第6弾                     | 日本航空                 |
| 1034                     | 10月7日                  | “買わない客“こそ狙う！ 〜スパイスと“ポテチ“企業〜                                    |                          |
| 1035                     | 10月14日                 | 冷凍で実現!極上グルメ 〜凍らせて創る未体験の味〜                                     |                          |
| 1036                     | 10月21日                 | 郊外が激変！シン・ロードサイド物語                                                   |                          |
| 1037                     | 10月28日                 | 電気自動車の時代が来た！ 〜日産の逆襲〜 ガイア20周年企画 第7弾                       |                          |
| 1038                     | 11月4日                  | 開園！ジブリパーク 〜舞台裏を独占取材〜                                              | ジブリパーク             |
| 1039                     | 11月11日                 | ガイアを守る人たち 〜環境ビジネス最前線〜                                            |                          |
| 1040                     | 11月18日                 | 密着！成城石井 新たなる挑戦 〜独占取材 激動経済の舞台裏〜                            | 成城石井                 |
| 1041                     | 11月25日                 | 働き方改革 その先へ！ 〜“働きがい”がニッポンを変える〜                               |                          |
| 1042                     | 12月2日                  | いま動き出す！外食の“革命児”                                                         |                          |
| 1043                     | 12月9日                  | スクープ！ニッポン半導体 復活の道～ガイア20周年企画第9弾〜                           |                          |
| 1044                     | 12月16日                 | 常識を破る!異色のスーパー 〜「食品ロス削減」に挑む〜                                 |                          |
| 1045                     | 12月23日                 | ホテルが進化！危機からの逆転劇                                                       |                          |

### 2023年 (令和5年)
| 2023年の放送ラインナップ | 2023年の放送ラインナップ | 2023年の放送ラインナップ                                       | 2023年の放送ラインナップ       |
| 回数                     | 放送日                   | サブタイトル                                                   | 人物・企業・商品など           |
| ------------------------ | ------------------------ | -------------------------------------------------------------- | ------------------------------ |
| 1046                     | 1月6日                   | 回転寿司サバイバル！ 〜脱100円と新たな挑戦〜                   | くら寿司                       |
| 1047                     | 1月13日                  | 寒い冬を乗り越える！ 〜最新版・省エネ生活術〜                  |                                |
| 1048                     | 1月20日                  | 老舗の意地…百貨店復活！ 〜三越伊勢丹の舞台裏〜                 | 三越伊勢丹                     |
| 1049                     | 1月27日                  | 宇宙時代がやってきた！ 〜夢を現実に…ニッポンの挑戦〜           | アルテミス計画                 |
| 1050                     | 2月3日                   | 古い家が宝の山になる！SDGsウィークエンド                       |                                |
| 1051                     | 2月10日                  | 幸せにする驚きの家電！ 〜“究極の炊飯器”と昭和の必需品〜        | 象印マホービン                 |
| 1052                     | 2月17日                  | "便利な足"が あなたの街に！                                    |                                |
| 1053                     | 2月24日                  | カリスマを継ぐ者 〜スズキの新たな闘い〜ガイア20周年企画 第10弾 | スズキ                         |
| 1054                     | 3月3日                   | ニッポンの温泉地が激変！ 〜あなたの知らない令和の熱海〜        |                                |
| 1055                     | 3月10日                  | 「3.11」を忘れず 今を生きる ガイアの夜明け20周年企画 第11弾    |                                |
| 1056                     | 3月17日                  | トルコ大地震 知られざる闘い 〜独占密着！ニッポン医療チーム〜   | トルコ・シリア地震             |
| 1057                     | 3月24日                  | 中国大変貌！巨龍はどこへ・・・ガイア20周年企画 第12弾          |                                |
| 1058                     | 3月31日                  | ニッポンの玄関口 八重洲が変わる！ 〜密着！三井不動産の野望〜   | 三井不動産                     |
| 1059                     | 4月7日                   | クルマよ...大空を飛べ！ 〜万博の夢が再び〜                     | 2025年日本国際博覧会、丸紅     |
| 1060                     | 4月14日                  | お気に入りの服 いつまでも 〜アパレル大量廃棄からの脱却〜       | FOREVER 21                     |
| 1061                     | 4月21日                  | 〝昭和の横丁〟大作戦！                                         |                                |
| 1062                     | 4月28日                  | オイシックスが挑む 新・食卓革命！                              | オイシックス・ラ・大地         |
| 1063                     | 5月5日                   | 私に社長をやらせてください！                                   |                                |
| 1064                     | 5月12日                  | 人生まだまだこれからだ！ 〜名物創業者たち 新たなる挑戦〜       | 業務スーパー                   |
| 1065                     | 5月19日                  | それでも値上げしません！ 〜決断の舞台裏に密着〜                |                                |
| 1066                     | 6月2日                   | 街が"ととのう"切り札!? 〜サウナで熱くする〜                    |                                |
| 1067                     | 6月9日                   | 使う電気は自分で創る！ 〜ゼロエネルギーへの挑戦〜              |                                |
| 1068                     | 6月16日                  | レジャーでニッポンを元気に！ 〜客を呼ぶプロ集団「刀」の野望〜  |                                |
| 1069                     | 6月23日                  | "空き家"を眠らせるな！ 〜驚きの活用法〜                        |                                |
| 1070                     | 6月30日                  | ここまで来た！iPS細胞はいま                                    | 山中伸弥                       |
| 1071                     | 7月7日                   | 病院を再生せよ！ 〜医療崩壊の危機との闘い〜                    |                                |
| 1072                     | 7月14日                  | エコリゾート大作戦 〜鉄道が運ぶ！新たな日光〜                  | 東武鉄道                       |
| 1073                     | 7月21日                  | 島国ニッポン 令和の"開国"へ                                    |                                |
| 1074                     | 7月28日                  | 新生ハンズとカインズの野望 〜独占密着！買収その後〜            | 東急ハンズ、カインズ           |
| 1075                     | 8月4日                   | 円安サバイバル 〜今こそ世界に打って出る！〜                    | 井村屋・あずきバー             |
| 1076                     | 8月11日                  | AIは天使か悪魔か                                               | マイクロソフト                 |
| 1077                     | 8月18日                  | 海よ...よみがえれ！ 〜ニッポン式の挑戦〜                       | 海洋建設                       |
| 1078                     | 8月25日                  | 超円安 ニッポンの不動産が激変!?                                |                                |
| 1079                     | 9月1日                   | 自然災害に立ち向かう！〜大地震・豪雨…命を守る最前線〜          |                                |
| 1080                     | 9月8日                   | 独占！ドンキ"本気"の新戦略                                     | ドン・キホーテ                 |
| 1081                     | 9月15日                  | 独占！そごう・西武 ストの舞台裏 ～61年ぶりの決断に密着～       | そごう・西武                   |
| 1082                     | 9月22日                  | 命を守る！ニッポンの技術 ～世界に迫るリスクと闘う〜            |                                |
| 1083                     | 9月29日                  | あなたと共に生きたい！ 〜最新“婚活”から見えるニッポン〜        |                                |
| 1084                     | 10月6日                  | "ものづくり"の魂は死なず！ 〜追跡！闘う人たち 第1弾〜          |                                |
| 1085                     | 10月13日                 | ワークマン新たなる挑戦！ ～100年勝つ闘い方～                   | ワークマン                     |
| 1086                     | 10月20日                 | 秋の味覚に異変！ ～温暖化に立ち向かう～                        | 角上魚類 他                    |
| 1087                     | 10月27日                 | 食卓をもっとおいしく！ 〜コスト高に立ち向かう町工場の闘い〜    | 愛知ドビー 石川鋳造 ドウシシャ |
| 1088                     | 11月3日                  | 空き家が変われば…街が変わる！                                  | ジェクトワン 他                |
| 1089                     | 11月10日                 | あなたの生活 アシストします！ 〜新時代のパートナーが登場〜     | プリファードロボティクス 他    |
| 1090                     | 11月17日                 | “サントリー”を継ぐ者たち                                       | サントリー                     |
| 1091                     | 11月24日                 | 東京大改造～世界一の都市へ～                                   | 森ビル 麻布台ヒルズ            |
| 1092                     | 12月1日                  | “メード・イン・ジャパン”復権へ！〜万博で甦る「人間洗濯機」〜   | 2025年大阪万博 サイエンス      |
| 1093                     | 12月8日                  | 次なる巨大市場を開け！                                         | ローソン 積水ハウス            |
| 1094                     | 12月15日                 | 活況！ふるさと納税 その先に...                                 | 茨城県境町 宮崎県都農町        |
| 1095                     | 12月22日                 | 追跡！ビッグモーター                                           | ビッグモーター                 |

### 2024年 (令和6年)
| 2024年の放送ラインナップ | 2024年の放送ラインナップ | 2024年の放送ラインナップ                                         | 2024年の放送ラインナップ                                                            |
| 回数                     | 放送日                   | サブタイトル                                                     | 人物・企業・商品など                                                                |
| ------------------------ | ------------------------ | ---------------------------------------------------------------- | ----------------------------------------------------------------------------------- |
| 1096                     | 1月5日                   | ニッポンの風をつかめ！ ～巨大洋上風力の最前線～                  | 清水建設 商船三井                                                                   |
| 1097                     | 1月12日                  | 守れるか ニッポンの温泉旅館                                      | 四万温泉 熱海温泉 湯の鶴温泉                                                        |
| 1098                     | 1月19日                  | SDGsの先駆者たち                                                 | ショーイチ おやさいクレヨン                                                         |
| 1099                     | 1月26日                  | あなたの心を狙い撃ち! ～雑誌「ハルメク」驚きの実力～             | 女性向け月刊情報誌「ハルメク」                                                      |
| 1100                     | 2月2日                   | 時代を超えろ! 若きリーダーの挑戦                                 | ジャパネットHD 配車アプリGO                                                         |
| 1101                     | 2月9日                   | 新ニッポンの魚河岸! ～変わる築地と豊洲～                         | 築地場外市場 豊洲千客万来                                                           |
| 1102                     | 2月16日                  | 大震災を乗り越えろ!〜あの主人公はその時〜                        | アステナホールディングス みやびの宿 加賀百万石                                      |
| 1103                     | 2月23日                  | 生きる!認知症と共に〜高齢者“5人に1人”の時代〜                    | 介護施設「銀河の里」 シオノギヘルスケア                                             |
| 1104                     | 3月1日                   | テーマパークでニッポンを元気に! 〜客を呼ぶプロ集団「刀」の野望〜 | イマーシブ・フォート東京 イマーシブシアター ハウステンボス                          |
| 1105                     | 3月8日                   | ふるさとを諦めない! 〜震災から13年 復興への道〜                  | 福島県浪江町 福島第一原子力発電所事故                                               |
| 1106                     | 3月15日                  | "異端児"が世界を変える! ~世界初!キリンの「減塩食器」～           | キリンホールディングス エレキソルト                                                 |
| 1107                     | 3月22日                  | ニッポンの物流を守れ!～2024年危機の舞台裏～                      | セイノーホールディングス 北商物流 軽貨物ロジスティクス協会                          |
| 1108                     | 3月29日                  | パリで勝つ!〜復活支える日の丸スポーツメーカー～                  | ミズノ アシックス                                                                   |
| 1109                     | 4月5日                   | 逆境からの復活!                                                  | 天城荘(静岡県河津町) HOTEL BOTH(北海道斜里町)                                       |
| 1110                     | 4月12日                  | 交通網を維持せよ!～バス・タクシーの闘い 2024～                   | 日立自動車交通 両備グループ 三昇交通 電脳交通                                       |
| 1111                     | 4月19日                  | 原宿が変わる!～古くて新しい街づくり～                            | ハラカド 小杉湯 日本出版販売                                                        |
| 1112                     | 4月26日                  | サービスエリアで勝つ!～GWは「道ナカ」が熱い～                    | NEXCO東日本・中日本・西日本 海老名SA 足柄SA 蓮田SA                                  |
| 1113                     | 5月3日                   | "絶メシ"を未来に継ぐ!～愛される地元の味～                        | 絶メシリスト 群馬県高崎市 石川県志賀町                                              |
| 1114                     | 5月10日                  | 沸騰!マネーの行方                                                | 中国人投資家 ゴールドマン・サックス 金利上昇 中小企業倒産                           |
| 1115                     | 5月17日                  | "あの町"の逆転作戦! ふるさとに未来を…                            | 栃木県那須塩原市 高知県黒潮町                                                       |
| 1116                     | 5月24日                  | 空からニッポンを拓く!～異色のエアライン大作戦～                  | エアージャパン マイクロジェット                                                     |
| 1117                     | 5月31日                  | 医療崩壊を防げ!～救える命を守る～                                | 川越救急クリニック 福島県立医科大学附属病院 ファストドクター                        |
| 1118                     | 6月7日                   | "ニッポン家電"再び世界へ～密着!小さなメーカーの闘い～            | (株)シリウス 介護用洗身用具「スイトルボディ」                                       |
| 1119                     | 6月14日                  | シン・ごみ戦争～ニッポンの底力で挑む!～                          | 小田急WOOMSプロジェクト 共和化工                                                    |
| 1120                     | 6月21日                  | "海の危機"を救う先駆者～魚は獲らずに育てる!～                    | 近畿大学/アセロラブリヒラ 徳島文理大学/アオサ陸上養殖 岡山理科大学/好適環境水       |
| 1121                     | 6月28日                  | 進まぬ復興 その真実                                              | 能登半島地震 スズ交通 のと共栄信用金庫 なりわい再建支援補助⾦ 公費解体              |
| 1122                     | 7月5日                   | ニッポンの食 負けられない戦い                                    | ボキューズ・ドール国際料理コンクール (株)きらく 高級冷凍食品                        |
| 1123                     | 7月12日                  | 史上 最も暑い夏へ                                                | ユニバーサル・スタジオ・ジャパン ウォーターパレード つくば市消防本部                |
| 1124                     | 7月19日                  | 夢を再び！日の丸ジェット～6人の証言者たち～                      | JAXA H3ロケット 三菱重工業 三菱航空機 MRJ 経済産業省 型式証明                       |
| 1125                     | 7月26日                  | 沸騰！地方の復活劇～淡路島がアツイ～                             | パソナグループ代表・南部靖之 バルニバービ会長・佐藤裕久                             |
| 1126                     | 8月9日                   | あなたの運転見守ります～シニアドライバー新時代～                 | ジェネクスト マツダ 支えあい交通                                                    |
| 1127                     | 8月16日                  | パリで勝つ！そしてロスへ〜日の丸メーカーに秘策あり〜             | パリ五輪 ミズノ アシックス エアウィーヴ                                             |
| 1128                     | 8月23日                  | 物価高に挑む～激安店と高級店～                                   | トライアル 久世福商店 都市型小型店                                                  |
| 1129                     | 8月30日                  | 金が高騰! 令和のゴールドラッシュ～黄金の国よ再び・・・～         | IHI リッチダイアモンド リネットジャパングループ                                     |
| 1130                     | 9月6日                   | 続・病院を再生せよ!〜市民のための医療へ〜                        | 市立大津市民病院 ドクターカー 日野明彦院長                                          |
| 1131                     | 9月13日                  | 世界が恋する中古品～リサイクル革命へ～                           | ユーズド・イン・ジャパン 浜屋オークション タイ人バイヤー ウランバートル             |
| 1132                     | 9月20日                  | 異彩を放て! 世界へ～誰もが輝く社会へ～                           | ヘラルボニー ユナイテッドシルクLVMHイノベーションアワード                           |
| 1133                     | 9月27日                  | "やっかいもの"を活かせ!～竹から始まるSDGs～                      | キラメキノ未来 京都産メンマ 新和設計 竹筋コンクリート                               |
| 1134                     | 10月4日                  | 企業買収に潜む"詐欺師"                                           | センシュー科学 ペアキャピタル ルシアンホールディングス                              |
| 1135                     | 10月11日                 | 集中豪雨と闘う シリーズ"異常気象"                                | 能登半島豪雨 のと共栄信用金庫 ゴムノイナキ エアボート                               |
| 1136                     | 10月18日                 | 私たちの暮らしを守る! シリーズ異常気象②                          | 損害保険登録鑑定人 雹災緊急アラート ウェザーニューズ                                |
| 1137                     | 10月25日                 | 世界へ届け！ニッポンのお菓子〜サブスクで地方を救う〜             | ICHIGO(イチゴ) 和菓子ボックスSAKURAKO(サクラコ)                                     |
| 1138                     | 11月1日                  | スキマを活かす新時代                                             | タイミー代表取締役・小川嶺 スポットワーク                                           |
| 1139                     | 11月8日                  | お茶・珈琲の新戦略                                               | 伊藤園 お〜いお茶欧州進出 スターバックスコーヒージャパン コーヒー豆かすリサイクル   |
| 1140                     | 11月15日                 | 東西"温泉王"の野望!～独占密着300日～                             | 大江戸温泉物語 湯快リゾート 下呂温泉 和倉温泉                                       |
| 1141                     | 11月22日                 | 物価高に挑む～食品業界の異端児たち～                             | 築地蟹商 カミチクグループ サンコーマーケティングフーズ                              |
| 1142                     | 11月29日                 | "外食王"に俺はなる! ～「うどん」負けられない闘い～               | トリドールHD／丸亀製麺 すかいらーくHD／資さんうどん                                 |
| 1143                     | 12月6日                  | 揺れる新橋! 再開発物語～サラリーマンの聖地が変わる!?～           | 新橋駅 ニュー新橋ビル 浜倉的商店製作所                                              |
| 1144                     | 12月13日                 | ビジネスホテル戦争! 〜日本一アパvs世界王者マリオット〜           | アパグループ マリオット・インターナショナル カンデオホテルズ                        |
| 1145                     | 12月20日                 | ふるさと納税‟頂上決戦"!                                          | 大阪府泉佐野市 山梨県富士吉田市 楽天ふるさと納税 東京都千代田区 ふるなびトラベル    |
| 1146                     | 12月27日                 | 角上魚類の年末商戦                                               | 北海道産イクラ 能登寒ブリ 紅ズワイガニ 愛媛フェア アトランティックサーモン 本マグロ |

### 2025年 (令和7年)
| 2025年の放送ラインナップ | 2025年の放送ラインナップ | 2025年の放送ラインナップ                              | 2025年の放送ラインナップ                                                                                                  |
| 回数                     | 放送日                   | サブタイトル                                          | 人物・企業・商品など |
| ------------------------ | ------------------------ | ----------------------------------------------------- | --- |
| 1147                     | 1月10日                  | サステナ旅へ行こう! 〜持続可能な観光地〜              | サステナブル・ツーリズム 香川県・小豆島 長野県・白馬村                                                                    |
| 1148                     | 1月17日                  | 巨大地震に立ち向かえ! ～阪神・淡路大震災から30年～    | 住友ゴム工業 制震ダンパー                                                                                                 |
| 1149                     | 1月24日                  | クルマ新世紀に挑む! 〜ホンダの野望〜                  | ソニー・ホンダモビリティ CES(電子機器見本市) アシモ                                                                       |
| 1150                     | 1月31日                  | 令和の就職戦線! 異状アリ                              | ボストンキャリアフォーラム アイリスオーヤマ 豊島(繊維商社) ベクトル(PR会社)                                               |
| 1151                     | 2月7日                   | もう‟代替"とは呼ばせない! 〜ラーメン・ 肉…味で勝負!〜 | 代替肉 ふじや 雪国まいたけ 不二製油                                                                                       |
| 1152                     | 2月14日                  | 理想の介護社会へ シリーズ2025①                        | 訪問介護 NPOわかば ツクイ A-Smile                                                                                         |
| 1153                     | 2月21日                  | "悪魔の兵器"と闘う～ニッポンの技術～                  | 日建(旧社名:山梨日立建機) 雨宮清会長 地雷除去機 ウクライナ支援                                                            |
| 1154                     | 2月28日                  | "美食世界一"をかけた戦い！                            | ボキューズ・ドール 貝沼竜弥シェフ 米田肇シェフ チームJAPAN                                                                |
| 1155                     | 3月7日                   | 激変! 外食サバイバル～企業買収で新たな成長を描く!～   | 資さんうどん すかいらーくHD 日本サブウェイ ワタミ                                                                         |
| 1156                     | 3月14日                  | 働く! じーちゃん ばーちゃん テレ東系 SDGsウイーク     | ジーバーFOOD とみやど 洋食店HACHI ジーバー社長・永野健太                                                                  |
| 1157                     | 3月21日                  | ビジネスホテル戦争2～異業種からの刺客～               | ホテル ココ・グラン高崎 木本製菓 札幌ホテルbyグランベル ベルーナ社長・安野清                                              |
| 1158                     | 3月28日                  | お米のチカラで挑む!                                   | ハナマルキ 液体塩こうじ イタリア・ミラノ 亀田製菓 サラダホープ インド                                                     |
| 1159                     | 4月4日                   | 独占！ビッグモーター その後 密着１年半…再建への苦闘   | ビッグモーター 伊藤忠商事 WECARS（ウィーカーズ） BALM（バーム）                                                           |
| 1160                     | 4月11日                  | 密着1年！ユニクロの野望                               | ユニクロ古着プロジェクト ファーストリテイリング柳井康治取締役 小松マテーレ                                                |
| 1161                     | 4月18日                  | 鉄道! 新時代へ 〜100年に一度の大改革〜                | JR東日本 高輪ゲートウェイシティ 東京総合指令室 南武線ワンマン運転                                                         |
| 1162                     | 4月25日                  | 看護師が足りない!                                     | 西淀病院 看護師不足 七尾看護専門学校 災害看護師                                                                           |
| 1163                     | 5月2日                   | 絶品メシ! その味を絶やすな 〜このままでは廃業です〜   | 吉野家ホールディングス アトツギレストラン 飲食店継承                                                                      |
| 1164                     | 5月9日                   | "奇跡の小麦" 〜世界を変える日本人〜                   | 鳥取大学乾燥地研究センター・辻本壽センター長 神明HD・藤尾益雄社長 小麦品種改良 スーダン モロッコ                          |
| 1165                     | 5月16日                  | 無印良品、その舞台裏                                  | 無印良品 ランチカプセル 団地リノベーション カポック繊維 プリンセスサリー                                                  |
| 1166                     | 5月23日                  | マイナカード狂騒曲!                                   | マイナンバーカード マイナ保険証 マイナ救急 神奈川県平塚市 地域通貨 富山県朝日町                                           |
| 1167                     | 5月30日                  | 海の幸のパズルを解け!                                 | ニーオルスン基地 北極圏観測 (株)フーディソン 鮮魚店「サカナバッカ」 ECサイト「魚ポチ」 大田市場 未利用魚                  |
| 1168                     | 6月6日                   | ‟最後の願い"を叶えたい                                | リハビリ施設「P-BASE」 医療法人社団「焔」（ほむら） 「おうちにかえろう。病院」                                            |
| 1169                     | 6月13日                  | インフラ危機に挑む!                                   | 埼玉県八潮市道路陥没事故 (株)リベラウェア 点検専用ドローン「アイビス」 (株)エムビーエス スケルトン工法 NEXCO西日本        |
| 1170                     | 6月20日                  | トランプ関税と日本の製造業                            | トランプ関税 コマツ オハイオ州ミドルタウン 大同メタル工業 豊田技研                                                        |
| 1171                     | 6月27日                  | "あなたの一票"                                        | 東京都議会議員選挙 JA東京むさし青壮年部 連合東京 青ヶ島村 青ヶ島ちゃんねる                                                |
| 1172                     | 7月4日                   | 返還から28年･･･香港はいま                             | 香港特別行政区国家安全維持法 九龍城砦跡地 ウィングファットインターナショナル代表・中込直樹 6月4日天安門事件追悼日         |
| 1173                     | 7月11日                  | 地域の医療を守れるか?                                 | 東京女子医科大学病院 至誠会第二病院 二次救急医療 東京都災害拠点病院                                                       |
| 1174                     | 7月18日                  | 後悔しないリフォーム                                  | 住宅リノベーション・リフォーム 定額制リノベーション 点検商法 ハウスケープ ドローン使用屋根点検                            |
| 1175                     | 7月25日                  | 沖縄に新市場をつくる！〜密着3年・ジャングリア〜       | ジャングリア沖縄 ジャパンエンターテイメント マーケティング集団「刀」CEO森岡毅 北部港運 アセローラフレッシュ               |
| 1176                     | 8月1日                   | 空き家列島ニッポン 〜身近に迫る空き家の危険〜         | 世田谷区空家対策チーム 空き家活用株式会社 群馬県高崎市 カチタス 静岡県川根本町 空き家買取専科 大分県竹田市 アルバリンク   |
| 1177                     | 8月8日                   | "空の安全"40年目の誓い                                | JAL123便墜落事故 御巣鷹山慰霊碑(昇魂之碑) 外国人搭乗者 航空整備士 JALラインセンター 重整備 エアバスA350-100               |
| 1178                     | 8月15日                  | 道の駅サバイバル! 〜誰のためのものか?〜               | 道の駅 湘南ちがさき 道の駅 お茶の京都 みなみやましろ村 茨城県那珂市道の駅建設計画 道の駅 いなみ 木彫りの里 (富山県南砺市) |

## 特別編
改編期や年末年始を中心に特別編が放送される。このときはゲストが加わるほか、テレビ東京のアナウンサーが番組を進行することがある。

### ガイアが見た日本
- 放送日：2004年12月28日
- ゲスト：井川遥（女優）

### ニッポン式 世界を狙う
- 放送日：2005年12月27日
- ゲスト：内山理名（女優）

### ガイアの夜明け 大みそか特別版
- 放送日：2006年12月31日 21:30 - 23:30
- テレビ東京系列各局とBSジャパン（BSは字幕放送なし）で同時放送。3年9カ月ぶりに日曜日に放送された。

### ガイアの危機
- 放送日：2008年1月3日 21:00 - 23:24

### 農村少女と中国シリーズ
- 番組開始当初から中国が今置かれている状況をある出稼ぎ労働者の若い女性の視点を通して追跡取材するシリーズ。本編で随時放送されるほか、特別編でも放送されている。

### ガイアの夜明け6周年スペシャル 農村少女と中国の6年
- 放送日：2008年4月1日 22:00 - 23:24

### メイド イン ジャパン 新たなる進撃 ガイアの夜明け サンデーSP
- 放送日 : 2019年1月27日 16:00 - 17:55

### ガイアの夜明け　リニューアルSP
- 放送日 : 2025年3月29日 12:15 - 12:45[162]

ゲスト：長谷川博己、ナレーター：田中哲司、大江麻理子

## 反響を呼んだシリーズ

### マネーの魔力
- 2017年12月26日、マネーの魔力として不動産バブルを特集。レオパレス21と不動産オーナーによるサブリース問題など、不動産バブルの最前線を報道するとともに過去のバブルの立役者らにスポットを当てた。番組冒頭には、イトマン事件の関係者である許永中のインタビューが組み込まれた[163]。
- 2018年5月29日、マネーの魔力第2弾として、前回取り上げたレオパレス21の違法建築問題にスポットを当てた[164]。放送前にレオパレス側が界壁の問題を公表していること、国土交通大臣が記者会見でレオパレス21の建築基準法違反に関して回答していること[165] など、スクープという点では力強さに欠けたものの、実際の映像を交えた報道の反響は大きく世間に問題を認知させるきっかけとなった。また、成功企業などを取り上げ続けてきた番組において、異例の追及シリーズとなった[166]。
- 2019年2月5日、マネーの魔力第3弾として、レオパレス21の違法建築問題の経過を報道[167]。レオパレス側は、翌日に記者会見を開き、建築基準法違反の疑いがあるアパートが1324棟あったこと、当該建築の居住者7782人に住み替えを促すなどの内容を発表した[168]。

## ネット局と放送時間
［字］は、字幕放送実施。
| 放送対象地域   | 放送局                      | 系列           | 放送日時                     | 遅れ       | 備考                |
| -------------- | --------------------------- | -------------- | ---------------------------- | ---------- | ------------------- |
| 関東広域圏     | テレビ東京（TX）［字］      | テレビ東京系列 | 金曜 22:00 - 22:54           | 制作局     | 制作局              |
| 北海道         | テレビ北海道（TVh）［字］   | テレビ東京系列 | 金曜 22:00 - 22:54           | 同時ネット |                     |
| 愛知県         | テレビ愛知（TVA）［字］     | テレビ東京系列 | 金曜 22:00 - 22:54           | 同時ネット |                     |
| 大阪府         | テレビ大阪（TVO）［字］     | テレビ東京系列 | 金曜 22:00 - 22:54           | 同時ネット |                     |
| 岡山県・香川県 | テレビせとうち（TSC）［字］ | テレビ東京系列 | 金曜 22:00 - 22:54           | 同時ネット |                     |
| 福岡県         | TVQ九州放送（TVQ）［字］    | テレビ東京系列 | 金曜 22:00 - 22:54           | 同時ネット |                     |
| 岐阜県         | 岐阜放送（GBS）［字］       | 独立局         | 金曜 22:00 - 22:54           | 同時ネット |                     |
| 滋賀県         | びわ湖放送（BBC）［字］     | 独立局         | 金曜 22:00 - 22:54           | 同時ネット | [ 注 14 ]           |
| 奈良県         | 奈良テレビ（TVN）［字］     | 独立局         | 金曜 22:00 - 22:54           | 同時ネット | [ 注 15 ]           |
| 和歌山県       | テレビ和歌山（WTV）［字］   | 独立局         | 金曜 22:00 - 22:54           | 同時ネット | [ 注 16 ]           |
| 三重県         | 三重テレビ（MTV）           | 独立局         | 水曜 22:15 - 23:10           | 遅れネット |                     |
| 富山県         | 北日本放送（KNB）［字］     | 日本テレビ系列 | 日曜 10:30 - 11:30           | 遅れネット |                     |
| 鳥取県・島根県 | 日本海テレビ（NKT）         | 日本テレビ系列 | 日曜 16:30 - 17:30           | 遅れネット | [ 注 17 ]           |
| 愛媛県         | 南海放送（RNB）             | 日本テレビ系列 | 日曜 16:30 - 17:25           | 遅れネット | [ 注 18 ] [ 注 19 ] |
| 山形県         | テレビユー山形（TUY）［字］ | TBS系列        | 月曜 0:58 - 1:53（日曜深夜） | 遅れネット | [ 注 20 ]           |
| 長野県         | 信越放送（SBC）             | TBS系列        | 土曜 16:00 - 16:55           | 遅れネット |                     |
| 石川県         | 北陸放送（MRO）［字］       | TBS系列        | 月曜 0:50 - 1:45（日曜深夜） | 遅れネット |                     |
| 広島県         | 中国放送（RCC）             | TBS系列        | 月曜 1:50 - 2:45（日曜深夜） | 遅れネット | [ 注 21 ] [ 注 22 ] |
| 熊本県         | 熊本放送（RKK）             | TBS系列        | 日曜 10:30 - 11:25           | 遅れネット | [ 注 23 ]           |
| 鹿児島県       | 南日本放送（MBC）［字］     | TBS系列        | 日曜 10:35 - 11:30           | 遅れネット |                     |
| 沖縄県         | 琉球放送（RBC）［字］       | TBS系列        | 土曜 6:30 - 7:25             | 遅れネット |                     |
| 日本全域       | BSテレ東［字］              | BSデジタル放送 | 火曜 22:30 - 23:25           | 遅れネット | [ 注 24 ] [ 注 25 ] |
| 日本全域       | 日経CNBC                    | CS放送         | 土曜 12:00 - 12:55           | 遅れネット |                     |

- 三重テレビを除く独立局では同時ネットとはいえ、あくまで番販ネットであり、自主編成（県議会ダイジェスト、高校野球ハイライトなど）のために臨時非ネットまたは遅れネットとすることがある。

### 過去のレギュラーネット局
- 静岡放送（SBS・静岡県）：2009年3月24日まで
- 静岡第一テレビ（SDT・静岡県）：2011年3月6日まで（当初予定は3月13日までだったが東日本大震災に伴う報道特番のために1週繰り上げ）
- 静岡朝日テレビ（SATV・静岡県）：2022年10月2日[注 26]開始。2022年10月から同年12月までは10:55 - 11:50、打ち切り当日の2023年3月26日[注 27]まで日曜 10:00 - 10:55放送していた。静岡県内のテレ東系番組で唯一字幕放送に対応していた。
- テレビ静岡（SUT・静岡県）：2024年6月12日まで2024年3月16日（「守れるか　ニッポンの温泉旅館」）及び3月23日（「新ニッポンの魚河岸!〜変わる築地と豊洲〜」）の2回のみ土曜16:00 - 17:00に放送した後に4月3日から打ち切り日の6月12日まで水曜14:45 - 15:45に放送。翌週からは再放送枠に変更され、その後、テレビ静岡での本番組の放送がなくなった。
- テレビ新潟（TeNY・新潟県）：2010年6月28日まで
- 東北放送（TBC・宮城県）：2010年9月28日まで火曜 0:25 - 1:25（月曜深夜）で放送していた。2011年10月より土曜 16:00 - 17:00で放送再開。その後打ち切り。
- IBC岩手放送（IBC・岩手県）：2014年3月24日まで[注 28]
- 高知放送（RKC・高知県）：2015年3月27日まで[注 29]

静岡放送が放送を打ち切った 後、2009年4月14日放送の「ショッピングセンター戦国時代」（6月25日オープンのららぽーと磐田を紹介）の回のみ同年5月28日金曜日の14:55から放送した（通常は、テレビ大阪の『和風総本家』）。その後、2010年11月から静岡第一テレビで放送再開されるものの2011年3月6日をもって同局での放送も打ち切りとなり（当初は3月13日終了だったが東日本大震災に伴う報道特番のため終了が一週繰り上げになった）およそ11年後の2022年10月2日から県内での放送は3局目・静岡朝日テレビで開始されるもわずか半年後の3月25日で打ち切りとなった。静岡朝日テレビでの放送は字幕放送に対応していた、静岡朝日テレビが打ち切ってからおよそ2年後の2024年3月16日に4局目となるテレビ静岡（字幕放送は非対応）での放送が開始された、これで静岡県の全ての民放では本番組の放送実績があるようになったが僅か3ヶ月後の2024年6月12日（第1108回「パリで勝つ！ 〜復活支える日の丸スポーツメーカー〜」をもって打ち切られた。
日本国外では2006年7月から アメリカ合衆国ハワイの日本語ケーブルテレビ専門チャンネル「NGN (Nippon Golden Network)」で放送開始されている（初回分からではない）。
テレビ東京では『朝は楽しく!スマイルサプリメント』→『朝はビタミン!』内の金曜日10:05 - 10:55で2007年3月まで再放送を行っていた。その後は、2008年11月から数年間、日曜日11:55 - 12:49に『ガイアの夜明け 傑作選』として放送されていた。 
この番組はハイビジョン制作であるが、当初ハイビジョン映像は案内人の登場部分のみで取材部分は4:3SD映像であった。2008年4月8日のテレビ東京系列放送分からは取材部分もハイビジョン映像となって完全ハイビジョン制作となった。
制作局であるテレビ東京、テレビ東京系列各局、独立局で同時ネットで放送する局および一部の遅れネット局とBSテレ東では字幕放送を実施している。2009年7月14日から2010年9月28日まで連動データ放送を実施していた（一部の独立局とBSジャパン〈当時〉を除く）。
字幕放送テロップ（表示はテレビ東京系列各局別で出すもののデザインは同一）はOP終了後のVTR開始時点で表示されるがHV ハイビジョン制作テロップは1本目のVTR終了後、役所広司の1回目登場で表示を行う（表示はテレビ東京側で提供クレジットテロップを使い、ネット局向けにも流れる）。ただし、2008年7月1日以降のテレビ東京放送分からはアナログ放送終了に伴う国家プロジェクトにより「HV」表示を廃止すると共にアナログ放送で「字幕」を表示する前に数秒間「アナログ」のテロップを表示している。オープニングでは、番組タイトルロゴの下に「時代を生きろ! 闘い続ける人たち」という文章が表記されている。
2010年11月1日は発売元の日本経済新聞社より『ガイアの夜明け2011』が発売（税別762円）。2009年5月分から2010年6月分までの放送回分から21話をピックアップし、放送内容をベースに書き下ろした上で収録された。
2018年4月3日からテレビ東京では、直前の火曜21:54 - 22:00で事前番組『日経スペシャル ガイアの夜明け みどころ』を放送、2018年7月31日より一旦中断していたが、同年9月4日より再開、同年10月16日まで続いた。
2023年5月26日は、『2023年世界卓球選手権』中継が大幅に延長になった影響で休止となった。

## 取材した企業に発生した問題
2018年9月4日放送　サブタイトル「始まる!水"革命"」で宮本製作所の商品”洗濯マグちゃん”を紹介した。この商品は「マグネシウムの効能で洗剤や柔軟剤を使わずに洗濯できる。また洗濯槽の裏側や排水ホースに発生するカビを抑制する。洗濯排水で育てた農作物の育成が良くなる」などの効能をうたっていた。しかし2021年4月27日、消費者庁はこの効能に対して「根拠がなく、景品表示法違反に当たるとして、販売する「宮本製作所」（茨城県）に再発防止などを命じた。

## 問題となった放送内容
2005年6月14日放送「消える高齢者の財産」の番組内で、東京都内の男性を「うなずき屋」と称し、「相手の話にうなずくだけで料金は2時間で1万円」と伝えた。この放送内容に対し男性が「悪徳業者と誤解された」と放送と人権等権利に関する委員会に抗議した。
委員会は、現金授受の場面が実際にはやらせであったことなどを受け、過剰な演出による人権侵害であり放送倫理に違反しているとの決定を下した。